# 베를린 지하철 2호선
베를린 지하철 2호선(독일어: U-Bahn-Linie 2) 또는 U2는 베를린 지하철의 노선 중 하나로, 총 연장 20.7 km에 29개 역이 있다. 베를린 북동부의 팡코에서 시작하여 베를린 동부의 중심지인 알렉산더 광장을 지나 구도심을 관통하여 포츠담 광장으로 향하고, 이후 서부 도심(비텐베르크 광장 및 동물원역)을 지나서 올림피아슈타디온 베를린 및 룰레벤 종점으로 간다. 1914년 이전에 개업한 U2, U3, U4 노선과 함께 소형 규격(Kleinprofil) 노선에 속한다.

## 노선 색과 명명

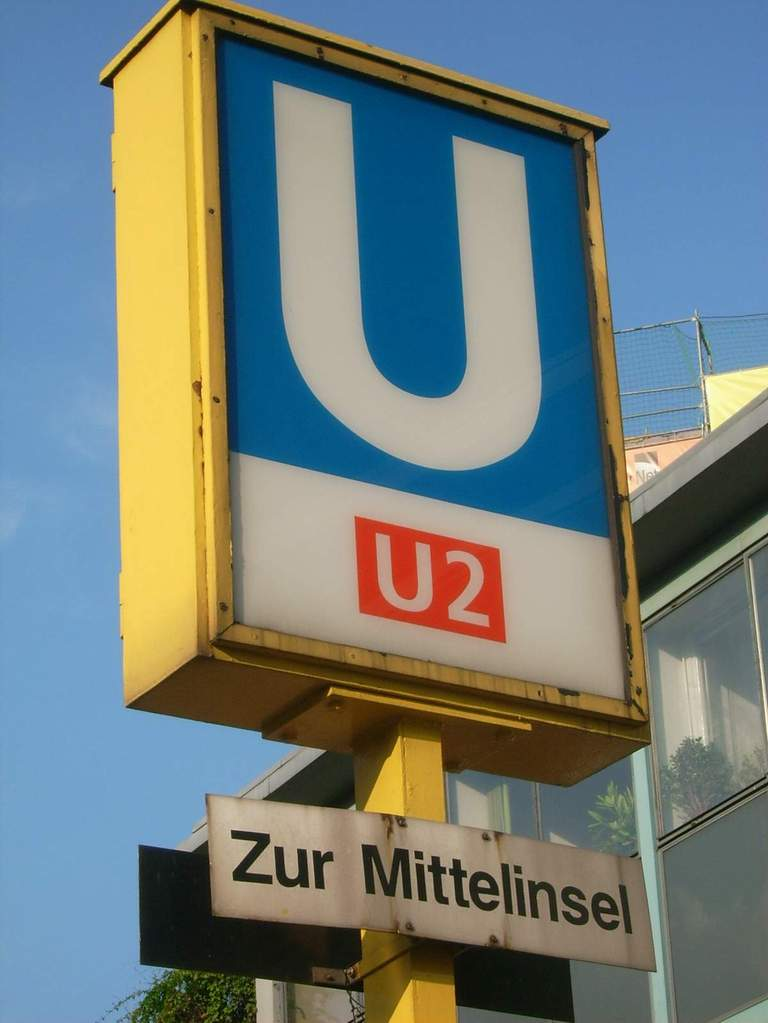
에른스트로이터플라츠역의 지상 역명판

베를린 지하철의 노선명 안내 체계가 도입된 이후부터 현재의 U2 노선에 해당하는 구간은 빨간색을 주 색상으로 사용했다. 제1차 세계 대전 이후 로마자 노선명 체계가 도입된 후에는 소형 규격 노선은 A선과 B선으로 불렸다. 크로이츠베르크 일대를 종단했던 더 오래된 노선과 다르게 이 노선은 도심을 통과했기 때문에 A선이라는 이름이 지정되었고, 서쪽의 샤를로텐부르크 및 달렘 방면 노선은 A선의 지선으로 취급되었다(현재의 U2, U3). 쿠르퓌르스텐담과 쇠네베르크에서 오는 노선은 크로이츠베르크를 경유하여 바르샤우어 브뤼케(현재의 U1, U4)까지 운행했고, 이 노선은 B선이라는 이름이 지정되었다. 주 안내 색상은 녹색이다. 서부 지선을 구분하기 위해서 각각의 지선을 로마 숫자로 구분했고, 샤를로텐부르크 방면 지선은 AI선이라는 이름이 지정되었다.
1966년부터 서베를린의 베를린교통공사는 노선명 체계를 숫자로 변경했고, 각각 노선의 운행을 지선 없이 최대한 독립시켰다. 녹색 노선(베를린 지하철 1호선)은 룰레벤에서 시작하여 샤를로텐부르크를 경유하여 크로이츠베르크 방면으로 운행하는 노선이 되었고, 과거의 AII선(크루메 랑케역-글라이스드라이에크역)은 붉은색 노선인 2호선이 되었다. 1972년까지는 이 운행 계통이 비텐베르크플라츠역까지 운행했다. 1949년부터 동베를린의 베를린교통공사로 분리된 동부 노선은 A선이라는 명칭과 붉은색이 계속 유지되었다.
1984년 1월 9일에 베를린교통공사가 독일국영철도에서 운영했던 서베를린 S반 운영권을 넘겨받았다. U반과 S반의 노선 번호가 겹쳤기 때문에 단순히 숫자만 사용하는 것에서 U+숫자 체계로 변경했다. 이 과정에서 노선 번호는 변경되지 않았다.
독일 재통일 이후 과거 동서베를린 경계에서 끊겼던 비텐베르크플라츠-모렌슈트라세 구간이 1993년에 복원되었다. 이 과정에서 비텐베르크플라츠역 서쪽의 U1과 U2 운행 계통을 맞바꾸었다. 다시 연결된 AI선은 이때부터 2호선(U2)으로 불리기 시작했으며, 분단 이전의 운행 구간과 붉은색을 다시 사용하게 되었다.

## 역사

### U반의 간선 노선

간선 노선(Die Stammstrecke)

19세기 말 베를린의 인구가 백만 명을 돌파하면서 대중교통 문제가 부상했고, 이에 따라서 높은 수송력이 있는 대중교통 도입을 검토했다. 베르너 폰 지멘스는 새로운 형태의 도시철도 시스템의 건설 허가를 받으려고 시도하고 있었다. 지멘스를 비롯한 여러 기업에서는 각자의 노선 선정안(프리드리히슈트라세 일대에 살고 있었던 귀족들의 경제적 이권 및 라이프치거 슈트라세 일대의 상점가 통과)과 기술적인 시스템이 포함된 여러 계획안을 발표했다. 부퍼탈에 건설된 것과 같은 현수식 철도, 런던에 건설된 것과 같은 지하철, 미국에 건설된 것과 같은 고가 철도가 제안되었다.
프리드리히슈트라세 및 라이프치거 슈트라세의 도로 폭이 좁았기 때문에 이 도로를 따라가는 고가 철도 건설안은 거부되었다. 수 년간의 협상 끝에 지멘스에서는 바르샤우어 슈트라세에서 시작하여 할레문(Hallesches Tor)과 뷜로슈트라세를 따라 가는 고가 철도 노선 건설을 허가받았다. 새로운 교통 수단의 건설 과정에서 반대가 없었던 것은 아니지만, 베를린 도심선의 기능을 분담하는 소형 순환선 형태가 될 수 있다는 점으로 극복할 수 있었다. 민간 기업인 지멘스 운트 할스케가 건축주 및 모든 건설을 담당했고, 1896년 9월 10일에 착공식을 개최했다. 베를린과의 건설 허가 조건에서는 2년 안에 노선을 건설해야 했고 그렇지 않은 경우 5만 금 마르크 벌금을 지불해야 했기 때문에 건설은 빠르게 진행되었다.

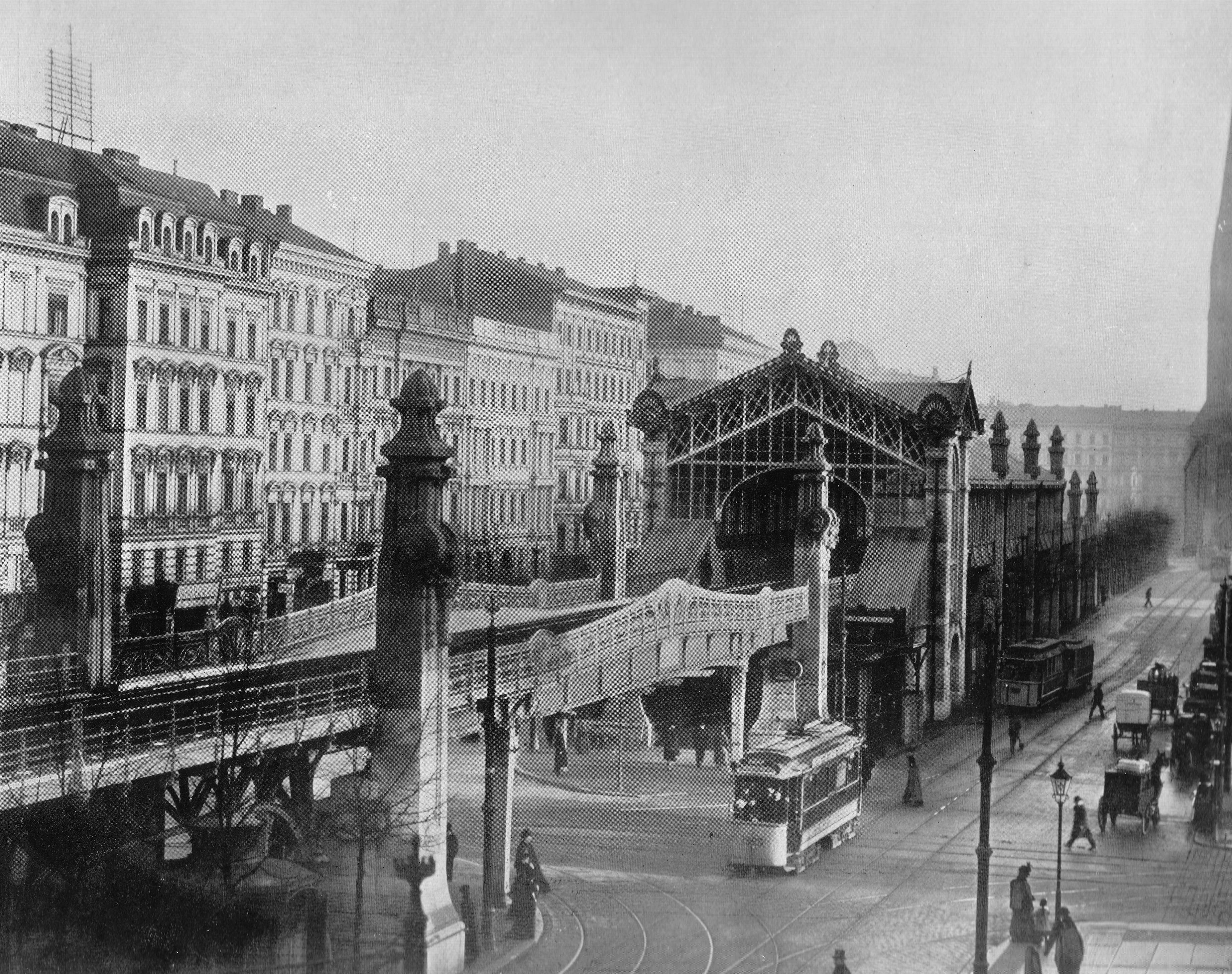
지상역인 뷜로슈트라세역, 1903년

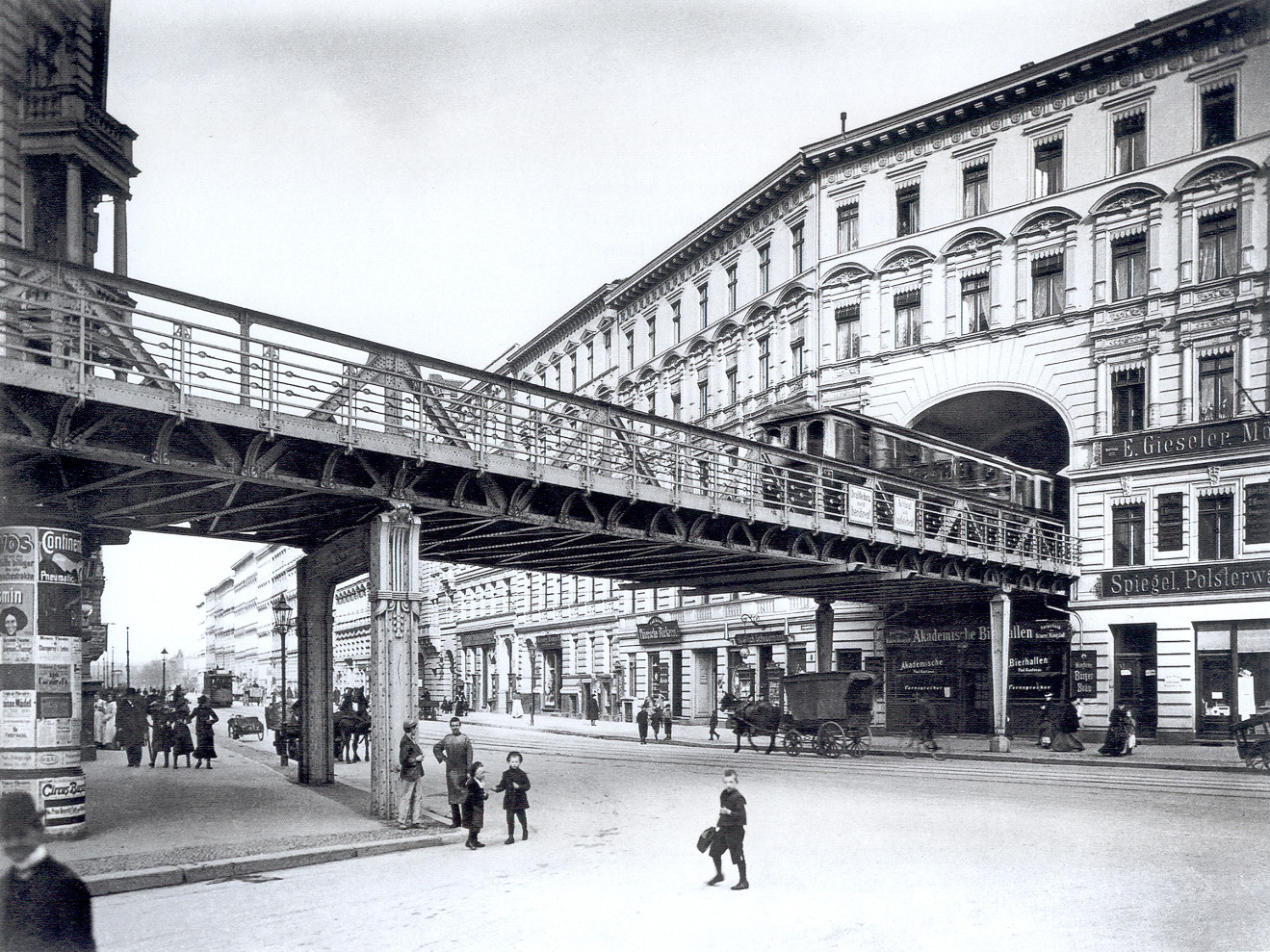
뷜로슈트라세역 뒤쪽으로 글라이스드라이에크역 방면으로 진행할 때 건물 내부를 통과했다. 1943년 11월 베를린 폭격으로 인하여 건물이 파괴되었다.

당시 독립시였던 샤를로텐부르크시와의 까다로웠던 협약에 의하여 당시의 크니(현재의 에른스트로이터플라츠역)까지 노선을 건설할 때 타우엔치엔슈트라세를 따라서는 고가 철도를 건설할 수 없었고, 지하 철도로 건설해야 했다. 이 시기에는 놀렌도르프플라츠-비텐베르크플라츠 구간이 샤를로텐부르크시에 속해 있었기 때문에 1900년 1월 1일이라는 목표 완공일을 맞출 수 없었다. 건설 중에 베를린의 건설부 고위 구성원이 바뀌면서 도시 철도를 바라보는 시각도 더 친화적으로 기울어졌다. 지하철이 당시 새롭게 설치된 하수도망에 큰 영향을 주지 않았기 때문에 포츠담 광장 방면의 새로운 지하 지선도 건설될 수 있었다. 포츠담 광장에서 베를린의 역사적인 도심으로의 연장선 건설 역시 준비되어 있었다. 베를린시에서는 호흐반게젤샤프트가 제안한 건설 계획 변경안을 1900년 11월 1일에 허가했다.
고가 및 지하 철도가 혼합된 총 노선망 연장은 10.1 km였다. 노선의 대부분을 차지하는 고가 구간은 약 8 km였고, 고가역이 11곳 설치되었다. 지하 구간은 약 2 km였고, 지하역은 3곳 설치되었다. 건설 당시 계획으로는 8량 편성 열차가 필요하지 않을 것이라고 생각했기 때문에 승강장 길이는 6량 열차를 딱 맞게 수용할 수 있는 80 m로 설계했다.
1901년에는 총 6 km 구간이 완공되었다. 약 5년 반의 공사 끝에 간선 노선(Stammstrecke)이 완공되었다. 1902년 2월 15일에는 고위 관계자가 탑승하여 포츠다머 플라츠-동물원-슈트랄라우어 토어-포츠다머 플라츠 구간을 운행했다. 시승 열차에 탑승했던 인사 중에는 프로이센 공공사업부 장관 카를 폰 틸렌(Karl von Thielen)도 있었다. 1902년 2월 18일에는 슈트랄라우어 토어-포츠다머 플라츠 구간 노선이 베를린 지하철 최초로 개통했다. 그 해 3월에는 동물원 방면 서부 간선 노선이 개통했고, 12월 14일에는 종점인 크니역까지가 개통했다. 8월 17일에는 슈트랄라우어 토어역에서 380 m 동쪽에 있는 바르샤우어 브뤼케역까지 연장되었다.
건설 당시에는 두 개의 운행 계통이 운행했다.
- 바르샤우어 브뤼케 - 포츠다머 플라츠 분기 진입/진출 - 동물원
- 바르샤우어 브뤼케 - 포츠다머 플라츠 미경유 - 동물원

이 노선의 대부분은 오늘날의 U1/U3(바르샤우어 슈트라세-뫼케른브뤼케)에 해당하며, 글라이스드라이에크-동물원 구간은 U2 노선이 운행한다.

### 샤를로텐부르크 지하철

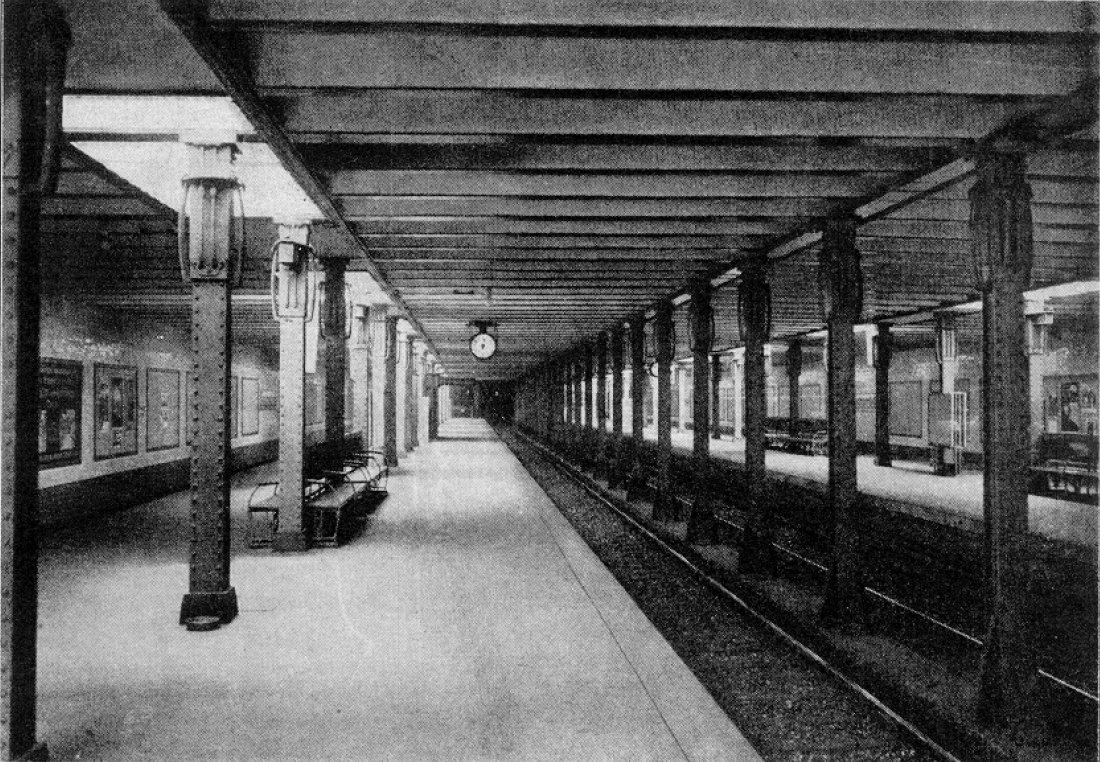
도이체 오퍼역, 건설 당시의 비스마르크슈트라세역

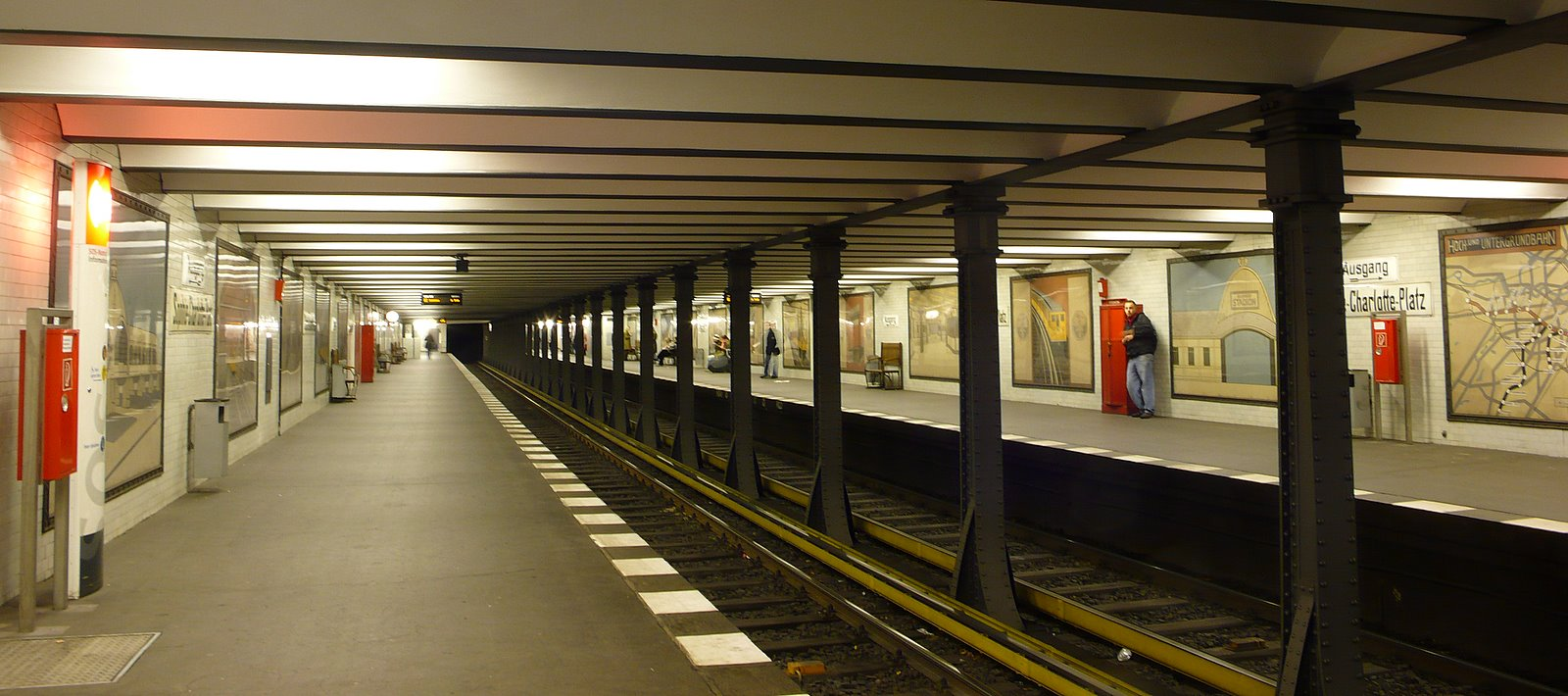
조피샤를로테플라츠역

간선 개통 이후 노선의 세 종점(크니, 포츠다머 플라츠, 바르샤우어 브뤼케)에서 각각 노선 연장안이 부상했다. 당시 독립시였던 샤를로텐부르크에는 미개발지가 많았기 때문에 지하철 건설 협약이 빠르게 진행되었다. 협약의 중점 중 하나는 빌헬름플라츠(1934년 이후 리하르트바그너플라츠)에 있었던 샤를로텐부르크 시청(현재의 샤를로텐부르크 구청) 방면 노선 건설안이었다. 초안에서는 베를리너 슈트라세(현재의 오토주어알레)를 따라서 연장하려고 했으나, 당시에는 베를린-샤를로텐부르크 노면전차가 운행하고 있었기 때문에 중복 노선 건설이 될 수도 있었다. 따라서 서쪽의 비스마르크슈트라세로 꺾는 지하 노선을 건설했고 또 다시 꺾어서 시청 앞으로 도달했다. 중간역이었던 비스마르크슈트라세역(현재의 도이체 오퍼역)의 계획된 역명은 크루메 슈트라세(Krumme Straße)였으며, 종착역은 빌헬름플라츠역이었다. 크니-빌헬름플라츠 구간 노선은 1906년 5월 14일에 개통했다. 포츠다머 플라츠역 지선을 들어갔다 나왔던 열차는 빌헬름플라츠역까지 전 구간을 운행했고, 지선을 운행하지 않았던 열차는 비스마르크슈트라세역까지만 운행했다.
노선 건설 중에도 호흐반게젤샤프트와 샤를로텐부르크시는 베스트엔트 방면 지선 노선 건설을 협상하고 있었다. 이에 따라서 비스마르크슈트라세역 건설 계획이 변경되어 베스트엔트 방면 지선 건설이 추가되었다. 이에 따라서 독일 최초의 쌍섬식 승강장이 설치된 지하역이 건설되었고, 내선은 빌헬름플라츠 방면, 외선은 베스트엔트 방면 열차가 운행했다. 당시 샤를로텐부르크시 서부는 미개발지였기 때문에 베스트엔트 방면 노선은 건설 초기에 이득을 기대할 수 없었디. 이에 따라서 호흐반게젤샤프트는 샤를로텐부르크시와 일대 지주들에게 노선 운영에 따른 손해 보상을 요구했고, 1906년 6월 23일에 협약이 체결되었다. 베스트엔드 방면 노선에는 다음 역이 건설되었다.
- 비스마르크슈트라세역(현재의 도이체 오퍼역)
- 조피샤를로테플라츠역
- 카이저담역
- 라이히스칸츨러플라츠역(현재의 테오도어호이스플라츠역, 중간 종착역)

1908년 3월 16일 빌헬름 2세가 이 구간 최초 시운전에 탑승했다. 1908년 3월 29일에 정식으로 개통했다. 기존 노선이 라이히스칸츨러플라츠역으로 연장되지는 않았고, 비스마르크슈트라세-라이히스칸츨러플라츠 구간만을 운행하는 열차가 도입되었다.

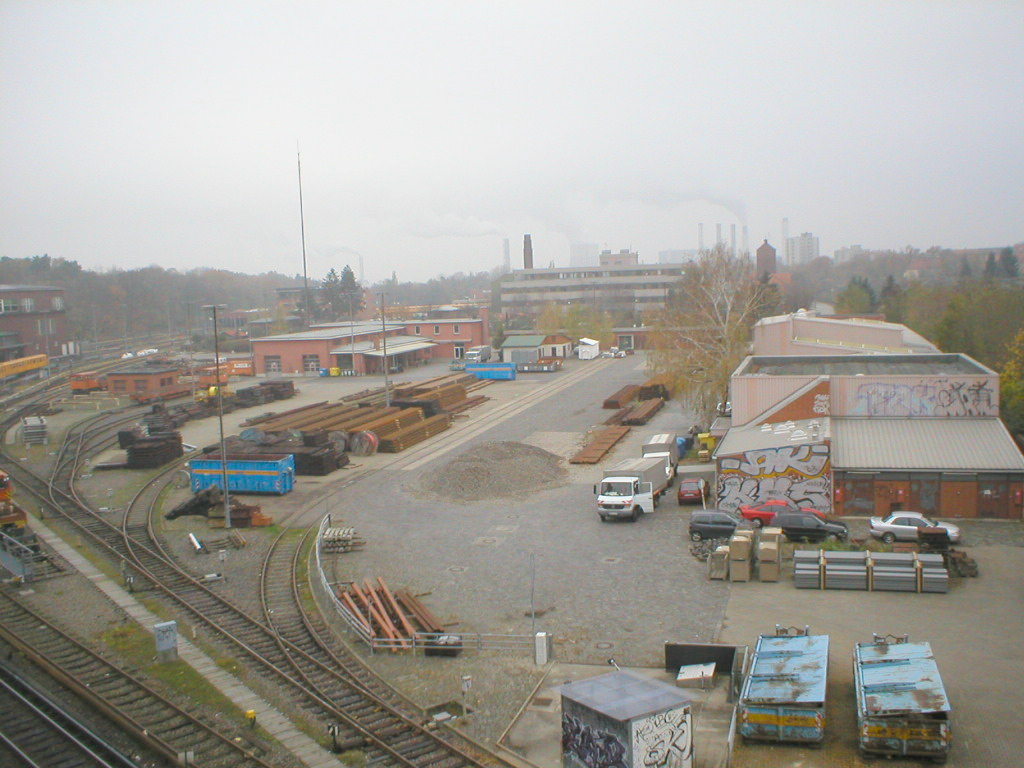
올림피아슈타디온역 근처에 건설된 그루네발트 기지

노선 길이가 길어지면서 건설 당시에 있었던 루돌프슈트라세(및 바르샤우어 브뤼케) 일대에 있었던 기지 용량이 부족해지면서 새로운 기지를 건설해야 했다. 기지 부지를 선정하는 중, 프로이센 삼림부에서는 그루네발트숲 일부를 매각하기로 결정했기 때문에 이들의 이해관계가 일치했다. 호흐반게젤샤프트에서는 14헥타르 규모 부지를 고입하여 그루네발트 기지를 설치했으며, 당시의 도이체스 슈타디온(현재의 올림피아슈타디온 베를린 부지) 일대까지 지하철 노선 건설이 매매 조건에 포함되어 있었다. 매매에 따라서 삼림부에서는 호흐반게젤샤프트에 20만 금 마르크 보조금을 지급했다. 건설 당시에는 기지 입출고 차량 운행과 비정기적 열차 운행만 가정했고, 상시 운행은 예정에 없었다. 도이체스 슈타디온 방면 노선 건설과 함께 노이베스트엔트역의 지하 구조물도 건설되었으나, 운행 수요가 발생하지 않을 것이라고 판단하여 역사를 완공하지는 않았다.
1913년 6월 8일에 슈타디온역(현재의 올림피아슈타디온역)과 지하 구조물만 건설된 노이베스트엔트역이 개통했다. 그루네발트 기지는 1913년 1월에 이미 완공되었다.

### 도심 노선
간선 노선 및 빌헬름플라츠 방면 지선이 완공된 후, 호흐반게젤샤프트에서는 베를린 도심으로 지하철 건설을 계획했다. 베를린시는 당초에는 자체적인 지하철 건설 계획이 있었기 때문에 호흐반게젤샤프트의 계획안을 거절했다. 그러나 당시 결정권을 가지고 있었던 베를린 경찰이 개입하여 호흐반게젤샤프트의 계획안을 승인했다.

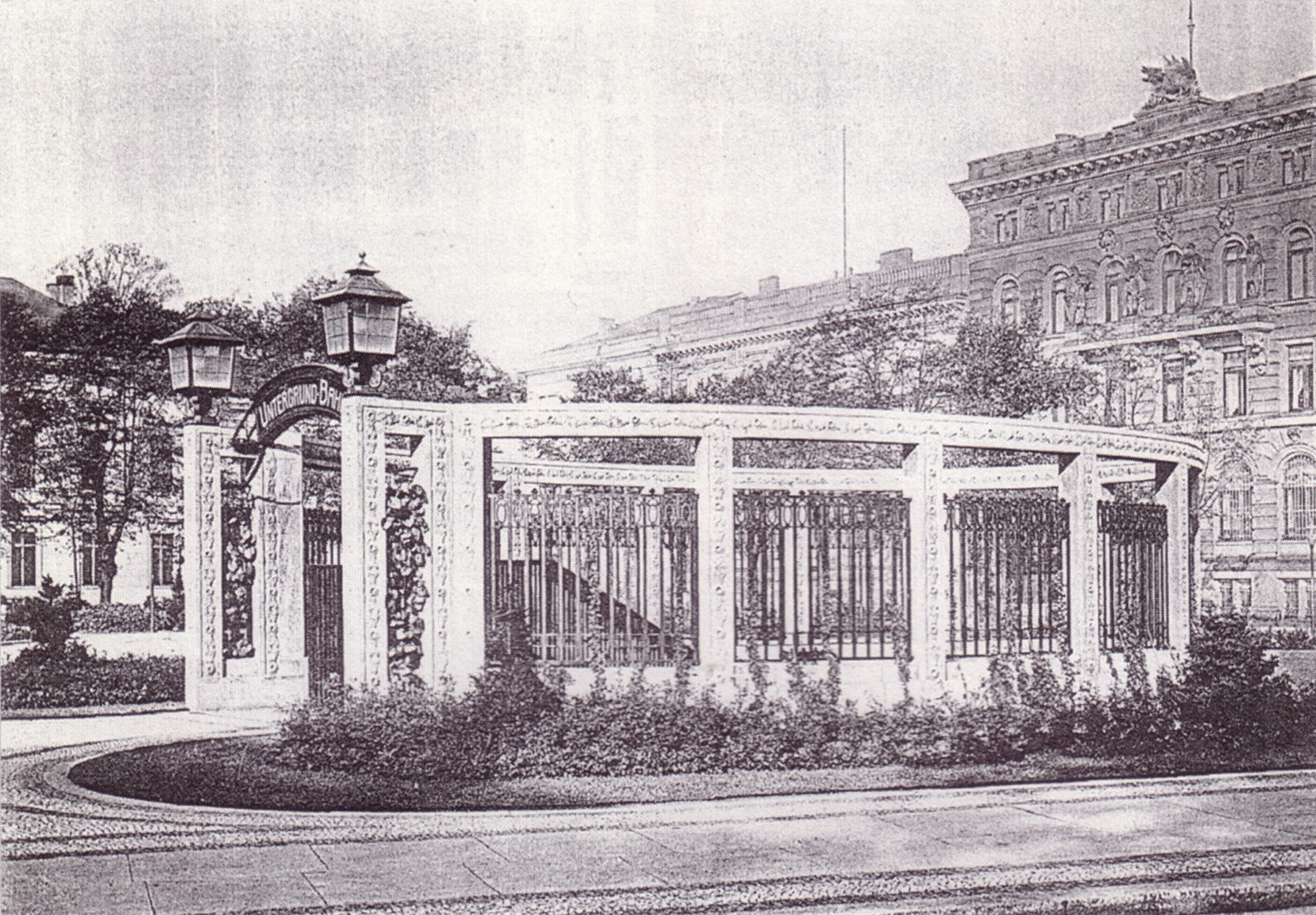
호텔 카이저호프와 근처에 건설된 카이저호프역(현재의 모렌슈트라세역)

호흐반게젤샤프트는 라이프치거 슈트라세를 따라서 포츠다머 플라츠-슈피텔마르크트간 새로운 노선을 건설하기로 계획했다. 당시 이 구간을 운행하고 있었던 대베를린 노면전차(Große Berliner Straßenbahn) 회사에서는 베를린시와 함께 이 계획을 탈선시키기 위해서 손해 배상 청구로 위협했다.

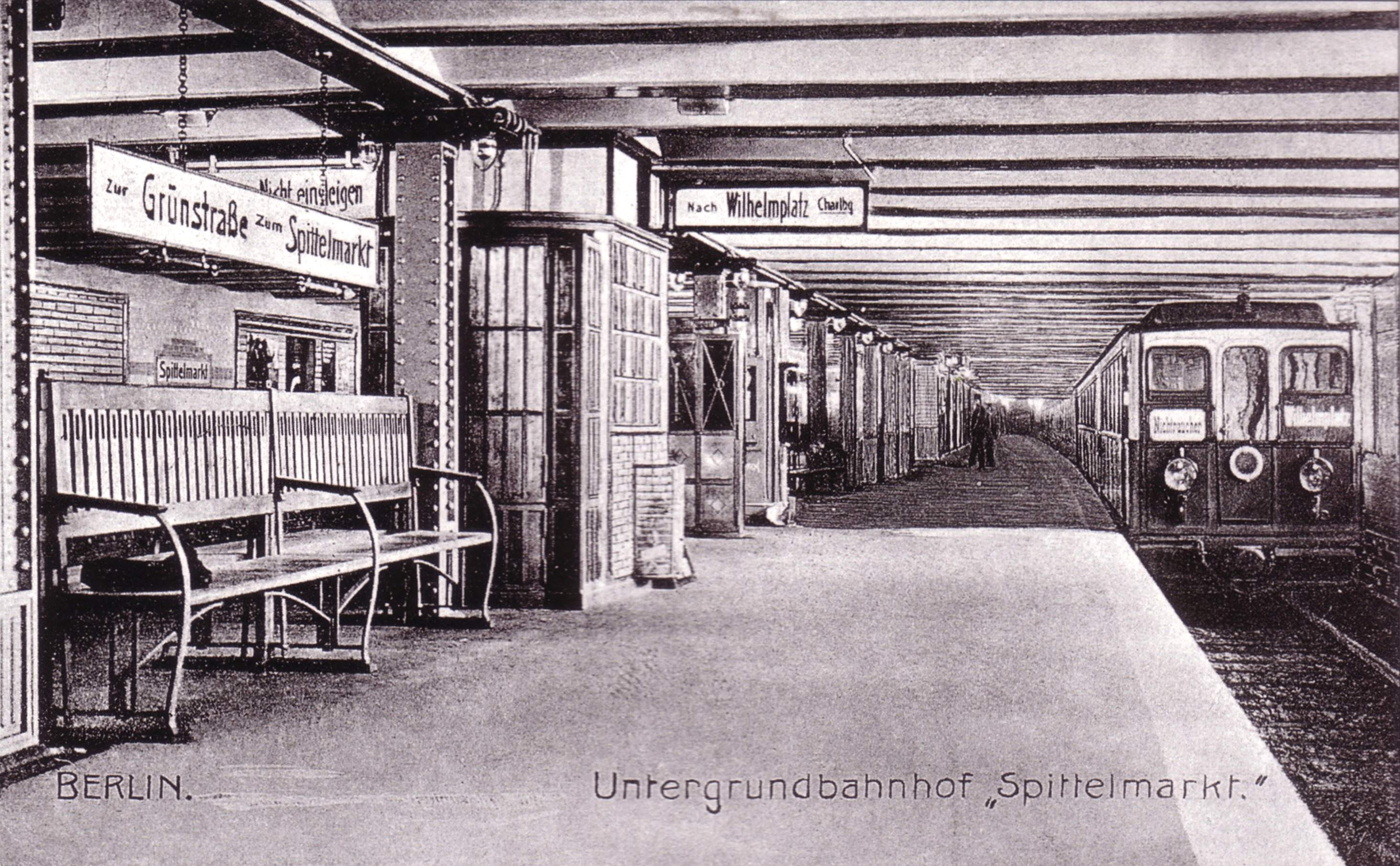
슈피텔마르크트역의 자연 채광 구조

계획안에는 장기 노선 연장안으로 슈피텔마르크트, 알렉산더플라츠를 경유하여 쇤하우저 알레에 있는 노르트링역까지의 노선 건설이 포함되어 있었다. 최초 계획에 포함된 역은 카이저호프역(현재의 모렌슈트라세역), 프리드리히슈트라세역(현재의 슈타트미테역), 하우스포그타이플라츠역, 슈피텔마르크트역이다. 이 구간 완공 이후에는 인젤브뤼케역(현재의 메르키셰스 무제움역), 클로스터슈트라세역, 알렉산더플라츠역, 쇤하우저 토어역(현재의 로자룩셈부르크플라츠역), 제네펠더플라츠역, 단치거 슈트라세역(현재의 고가 에베르스발더 슈트라세역), 노르트링역(현재의 쇤하우저 알레역)이 건설될 예정이었다.
슈피텔마르크트역 일대는 슈프레강 하저를 통과해야 했고 이에 따른 건설 난이도와 비용 상승 때문에 쇤하우저 알레 일대는 비용이 적게 소요되는 고가로 건설하기로 했다. 1905년 12월 15일에 착공했다. 연장선 건설을 위해서 당시 상대식 승강장으로 건설된 포츠다머 플라츠역의 지하역사가 철거되었고, 1907년 9월 28일에 200 m 떨어져 있는 새로운 역사인 라이프치거 플라츠역(현재의 포츠다머 플라츠역)으로 대체되었다. 슈피텔마르크트 일대에는 1908년에 역사가 건설되었다. 슈프레강 바로 옆에 건설되었기 때문에 지반에 많은 습기가 포함되어 있었다. 지하철이 침수되는 것을 막기 위하여 지반까지 말뚝을 박아 두어야 했다. 슈프레강 방면으로는 채광창을 설치했다. 제2차 세계 대전 당시 채광창이 폐쇄되었다가 2004년이 되어서야 다시 개방되었다.
1908년 10월 1일에 슈피텔마르크트 방면 노선(Spittelmarktlinie)이 개통했다. 운행 계통이 4개로 증가했고, 이 중 2개는 새로운 구간을 운행했다.
- 바르샤우어 브뤼케-포츠다머 플라츠-슈피텔마르크트
- 빌헬름플라츠-비텐베르크플라츠-포츠다머 플라츠-슈피텔마르크트

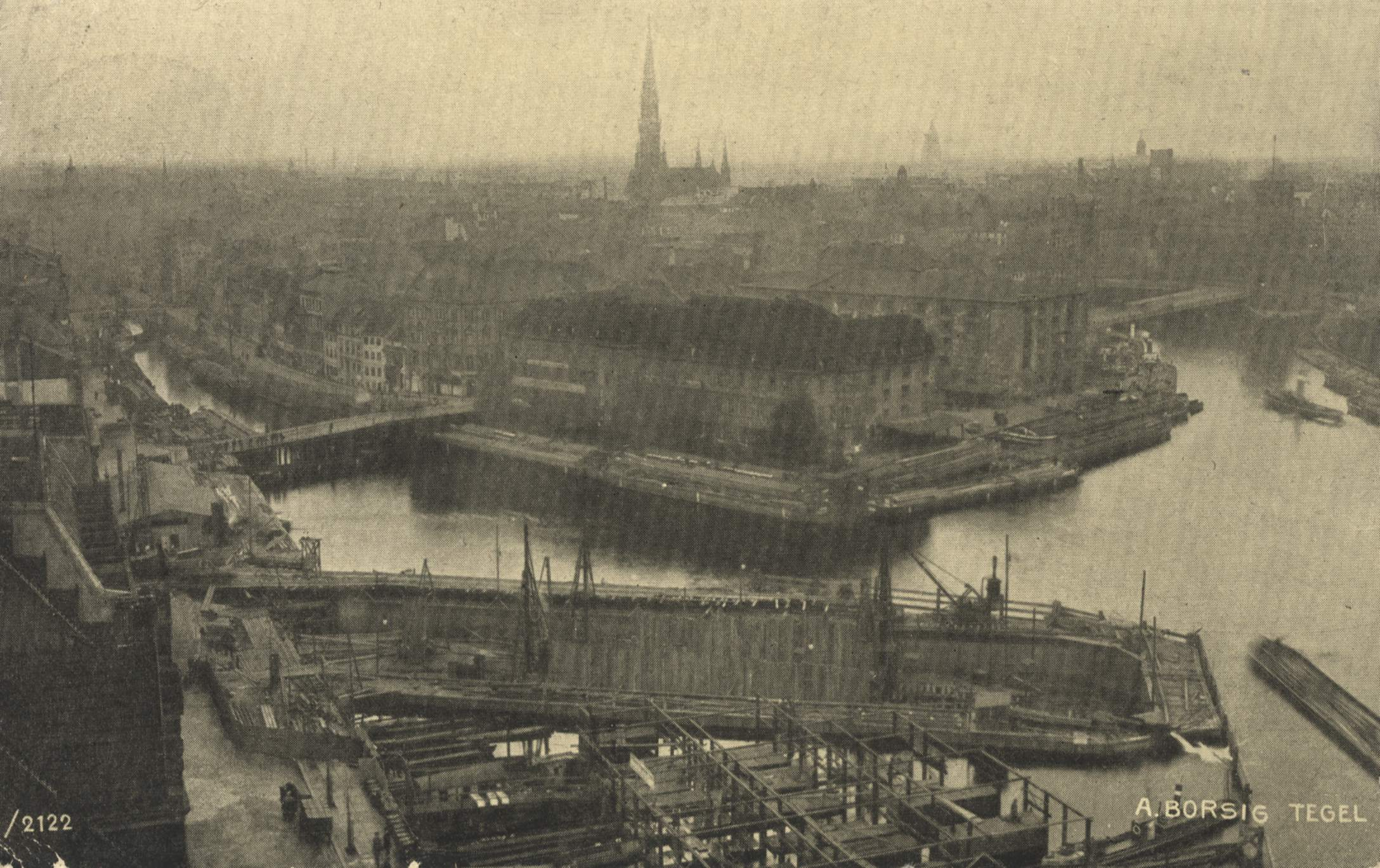
슈프레강 일대에서의 공사(1910년)

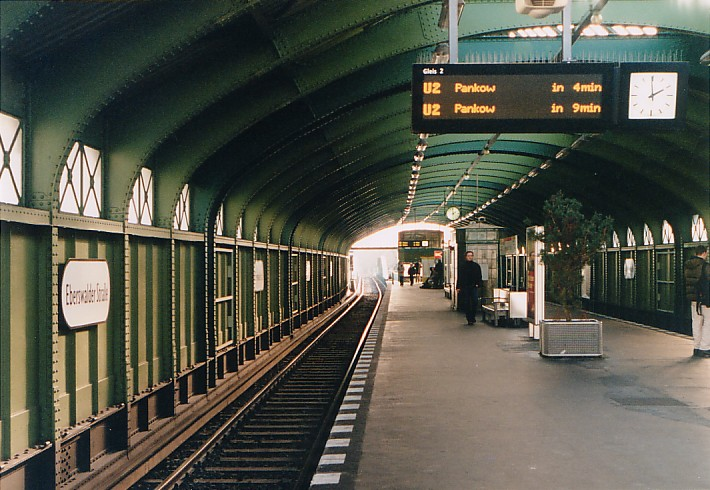
고가역인 에베르스발더 슈트라세역(과거 명칭: 디미트로프슈트라세역, 단치거 슈트라세역)

1910년 3월에는 슈피텔마르크트 방면 노선의 북부 연장선 공사가 시작되었다. 슈피텔마르크트역 동쪽으로는 슈프레강 둔치를 지하로 따라갔기 때문에 강을 건너기 위해서 노선이 더 깊게 들어가야 했다. 인젤브뤼케역(현재의 메르키셰스 무제움역)은 지하 6.5 m에 건설되었다. 당시 기준으로는 지하 깊은 곳에 역이 위치했기 때문에 아치형으로 지하역을 건설했고, 높은 아치형 구조물로 전체 승강장 천장을 건설했다. 베를린 지하철에서 지하 기둥이 없는 두 역 중 하나로, 다른 하나는 플라츠 데어 루프트브뤼케역이다.
슈프레강을 건넌 후에는 클로스터슈트라세 방면으로 진행했다. 당시에도 프랑크푸르터 알레 방면 지선 계획이 있었기 때문에 승강장 중간에 추가 선로를 부설할 공간을 확보해 두었다. 현재의 U5 노선이 비슷한 구간을 운행하고 있다. 클로스터슈트라세역 다음에는 알렉산더 광장으로 진행한다. 지하역 건설 당시에는 향후 다른 노선을 위한 환승 통로를 건설할 수 있도록 준비해 두었다. 슈피텔마르크트역-알렉산더플라츠역 구간을 잇는 도심 노선(Centrumslinie)은 1913년 7월 1일에 개통했다. 개통 이후 알렉산더플라츠-빌헬름플라츠 운행 계통의 수요가 폭증했다.
추가로 쇤하우저 알레 방면으로 계속 연장되었다. 이 구간에는 쇤하우저 토어역(현재의 로자룩셈부르크플라츠역)이 포함되어 있다. 당시의 쇤하우저 알레는 도로 폭이 충분했기 때문에 터널 건설에는 큰 문제가 없었다. 제네펠더플라츠역은 마지막 지하역으로, 이 역 북쪽에는 지상 구간 램프가 건설되어 있다. 터널을 빠져나온 후 최초의 역인 단치거 슈트라세역(현재의 에베르스발더 슈트라세역)은 슈피텔마르크 일대 터널을 건설하면서 생긴 비용 증가를 대체하기 위하여 노폭이 넓은 쇤하우저 알레 일대를 고가로 건설하기로 했기에 고가로 건설되었다. 그 후 당시의 종착역인 노르트링역(현재의 쇤하우저 알레역)까지는 고가로 연결된다. 고가 노선은 베를린 순환선을 위쪽으로 지나가며, 이 일대 순환선은 절개지에 건설되어 있다. 알렉산더플라츠역-노르트링역까지의 노선은 1913년 7월 27일에 개통했다. 알렉산더플라츠역이 개통한 후 3주 반 정도가 지난 후였다.

### 새로운 글라이스드라이에크

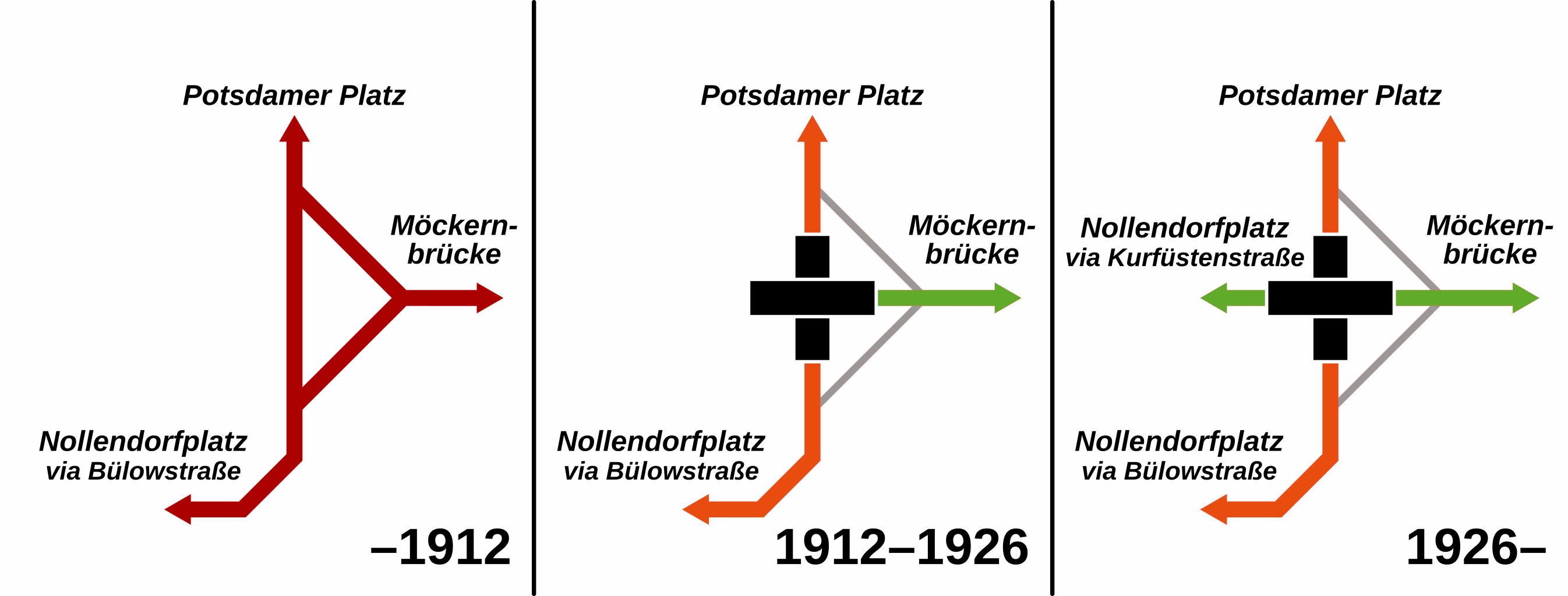
1912년, 1926년 글라이스드라이에크역 구조 변경

당시 베를린 지하철의 가장 위험한 운행 구간은 현재의 글라이스드라이에크역 일대였다. 건설 당시에는 바르샤우어 브뤼케, 동물원, 포츠다머 플라츠 방면 노선의 분기점인 삼각선으로 건설되었다. 분기점 일대는 보안 장치로 신호기만 설치되어 있었기 때문에 기관사가 주의를 기울이지 않으면 교통 사고가 발생할 수 있었다. 1908년 9월 26일에 삼각선 일대에서 사고가 발생했다. 열차 충돌 사고의 여파로 2량이 탈선했고, 이 중 1량은 고가 아래로 추락했다. 이 사고로 21명이 사망하면서 삼각선의 재시공이 불가피해졌다.
1912년 5월에 공사가 시작되었다. 단순한 삼각선 대신 십자 교차선을 건설하고 교차점에 새로운 역이 계획되었다. 두 노선의 연결선은 존치하되 차량 회송 목적으로만 사용하기로 했다. 열차 운행 중에 대부분 공사가 진행되었고, 일부 노선은 단기간 운휴해야 했다. 1912년 11월 3일에 글라이스드라이에크역이 개통했고, 공사는 1913년 8월까지 계속되었다. 그 후부터 크로이츠베르크 방면 노선은 글라이스드라이에크역에서 종착하는 것으로 변경되었다.
크로이츠베르크 방면 노선은 혼잡도 완화선을 건설한 후 1926년 10월 24일에 쿠르퓌르스텐슈트라세 경유 놀렌도르프플라츠역으로 연결되었다. 당시의 재정적인 상황 때문에 쿠르퓌르스텐슈트라세역은 최소한으로 건설되었다. 혼잡도 완화선을 건설하면서 놀렌도르프플라츠역도 재건축되었다. 건설 당시 독립시였던 쇠네베르크의 지하철(현재의 U4)은 1920년에 베를린에 편입되었음에도 불구하고 그 때까지도 독립적으로 열차가 운행했다.

### 종착역 연장

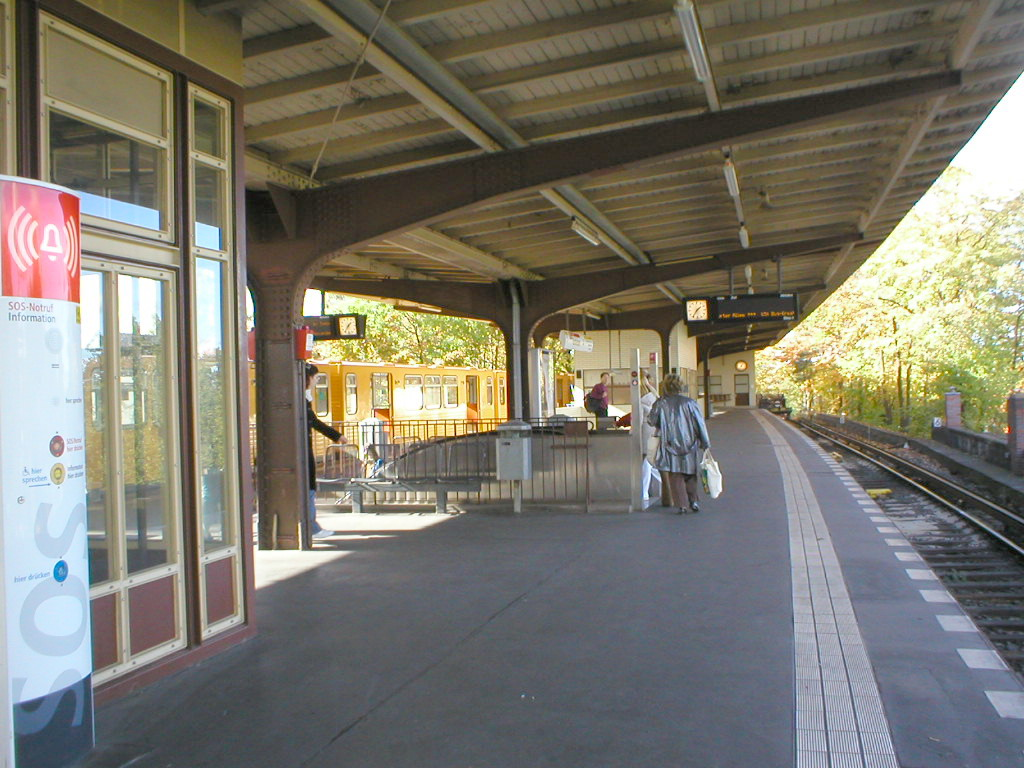
U2의 서쪽 종착역인 룰레벤역

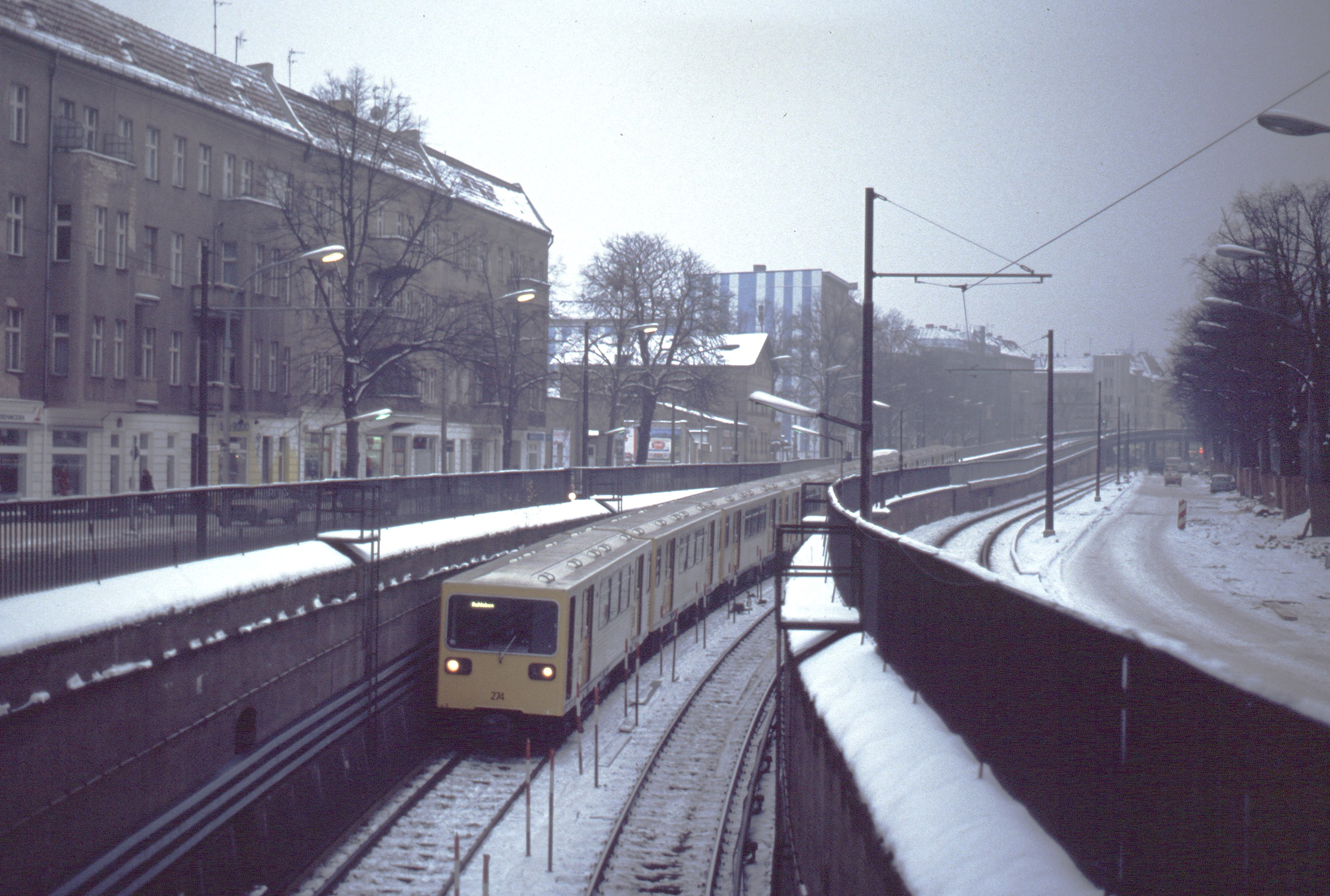
피네타슈트라세역으로 진입하는 램프, 1993년

바이마르 공화국 시기에는 혼잡도 완화선 이외의 소형 규격 노선은 소규모로만 진행되었다. 1922년 5월 22일부터 슈타디온역에 정규 열차가 운행하기 시작했으며, 구조물만 있었던 노이베스트엔트역도 완전한 역사가 건설되었다. 노르트링-슈타디온 구간을 운행했던 당시의 간선은 동쪽과 서쪽에서 각각 1개 역씩 연장되었다. 북쪽으로는 1930년에 팡코역(현재의 피네타슈트라세역)이 건설되었다. 노르트링역 방면으로 열차가 상당히 자주 운행하여 당시 고가에 있었던 회차선만으로는 선로 용량이 부족했고, 이에 따라 새로운 지하 회차선을 건설했다. 추가 계획으로는 팡코구의 브라이테 슈트라세 방면으로 연장하여 S반 팡코역을 경유하여 니더쇤하우젠성까지의 노선 건설이 예정되어 있었으나, 이 구간 노선 건설은 1997년에서야 시작되었다. 1929년 12월 22일에는 서쪽으로 룰레벤역까지 연장되었다. 룰레벤역은 지상 고가로 건설되었고, 서쪽에 있는 슈판다우구 방면으로 연장이 계획되어 있었다. 그러나 세계 대공황과 제2차 세계 대전으로 인하여 슈판다우 연장은 실현되지 못했고, 더 이상 서쪽으로 연장되지는 않았다.

### 나치 독일과 제2차 세계 대전
수권법 통과 이후 나치 독일에서는 AI선의 역명을 나치당 인사에서 따 온 것으로 개칭했다. 라이히스칸츨러플라츠역은 1933년 4월 24일에 아돌프히틀러플라츠역으로 개칭되었다. 쇤하우저 토어역은 1934년 5월 1일 호르스트베셀플라츠역으로 개칭되었다. 1939년에 제안된 세계수도 게르마니아 계획에서는 A선이 크게 변경되지 않았다. 오래 전부터 계획된 팡코역 방면으로의 연장 이외에는 글라이스드라이에크역 일대의 고가 노선을 철거하고 뷜로슈트라세역 일대를 잇는 지하 노선 신설이 계획되었다. 역시 과거에 계획되었던 슈판다우 방면 연장은 포함되지 않았고, FI 및 FIII선 계획으로 대체되었다. 현재의 테오도어호이스플라츠 일대에 터널 공사가 진행되었으나, 1941년 이후 중단되었다. 최후의 승리 이후에 공사가 재개될 예정이었다.
제2차 세계 대전 개전 이후 1939년 9월 1일부터는 모든 교통 수단에 등화관제가 적용되었다. 차량 이외에도 S반과 U반역 조명도 등화관제가 적용되어 최소한의 조명만 점등되었다. 1943년 가을부터는 베를린 폭격이 증가하면서, 공습경보 발령 시에는 지하철역이 폐쇄되었다. 그러나 현실적으로는 지하역이 방공호로 사용하기 부적합했음에도 불구하고, 사람들이 몰려 왔기에 폐쇄는 거의 실행되지 않았다. 1943년 11월 3/4일 밤에는 제네펠더플라츠역 출입구가 폭격 피해를 받았다. 1944년에는 여러 차례 폭격 피해를 받았고, 베를린교통공사에서는 도시 철도 운행에 어려움을 겪었다. 폭격 피해가 심했던 곳은 글라이스드라이에크역, 놀렌도르프플라츠역, 뷜로슈트라세역, 라이히스슈포르트펠트(현재의 올림피아슈타디온역), 포츠다머 플라츠역, 클로스터슈트라세역이었다.
1945년에는 운행 상황이 더 악화되어 U반 운행이 특정 구간만을 운행하는 셔틀화되었다. 1945년 4월 25일부터는 전 구간 운행이 중단되었다.
베를린 전투 종료 직전인 1945년 5월 2일에는 SS의 폭파집단에서 베를린 남북 S반선의 란트베어 운하 일대를 폭파시켰으며, S반 터널이 침수되었고 U반으로도 침수 피해가 전파되었다. AI선의 알렉산더플라츠-포츠다머 플라츠역 구간은 완전히 침수되었고 피해 복구에는 긴 시간이 소요되었다.

### 종전과 독일의 분단기

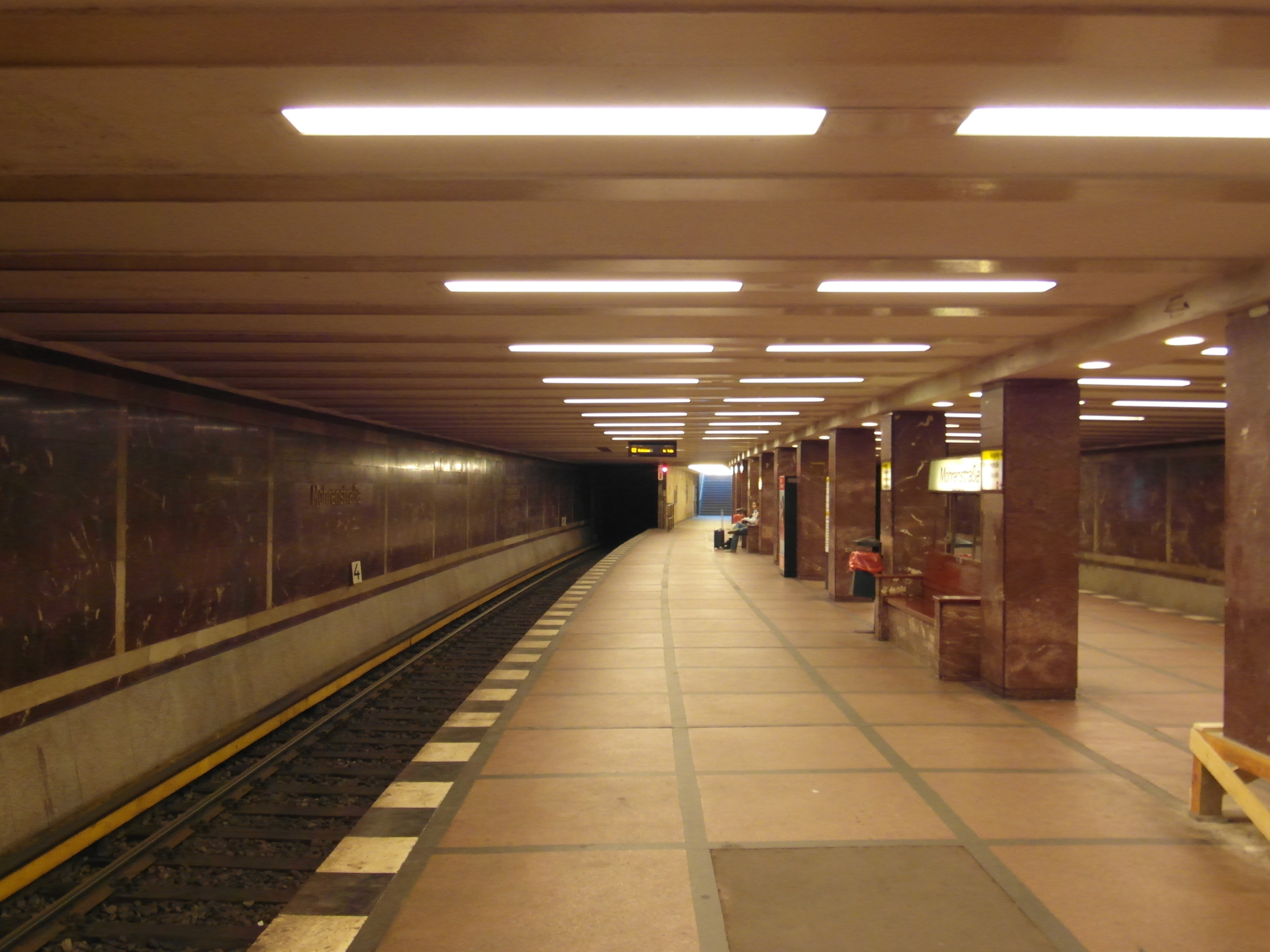
모렌슈트라세역은 1950년에 잘부르크 대리석으로 내장재가 교체되었다

독일의 항복 이후에 U반 복구공사가 시작되었다. 1945년 5월 14일부터 열차가 다시 운행하기 시작했다. AI선은 5월 17일부터 크니-카이저담, 카이저담-룰레벤 구간에 셔틀 열차가 운행했다. 나치 독일 시기에 개명된 라이히스칸츨러플라츠역과 쇤하우저 토어역도 원래 이름으로 되돌아왔다. 복구 과정은 계속 진행되어, 9월 18일에는 AI선의 팡코-포츠다머 플라츠 및 글라이스드라이에크-룰레벤 구간 운행이 정상화되었고, 포츠다머 플라츠-글라이스드라이에크 구간은 셔틀 열차가 운행했다.
냉전 초기 1948년/1949년 베를린 봉쇄가 진행되었고, 서베를린과 동베를린 사이의 인적 교류도 축소되었다. 그 과정에서 교통 흐름은 동베를린을 우회하는 않는 쪽으로 변경되었다. 지하철을 운영했던 베를린교통공사는 1949년에 서베를린과 동베를린으로 분단되었다. 버스와 노면전차는 상대편 구역 경계선에서 끊겼으나, 지하철은 계속 상대편 구역을 운행했다.
1950년 8월 18일 에른스트 텔만 사망 6주기 기념일에 당시의 카이저호프역이 텔만플라츠역(Thälmannplatz)으로 개칭되어 영업을 시작했고, AI선도 전 구간 운행이 정상화되었다. 역 건설 당시에도 빌헬름플라츠 아래에 위치해 있었으나, 당시 샤를로텐부르크 시청 앞에 들어선 역에서 이 명칭을 먼저 사용했기 때문에 근처에 있었던 카이저호프 호텔의 이름을 따서 역명이 정해졌다. 역 재개통 및 광장 개명 기념식에는 에른스트 텔만의 유가족인 아내 로자 텔만(Rosa Thälmann)과 딸 이르마 텔만(Irma Thälmann)이 참가했다. 동독 정부 기관도 과거의 정부 구역을 계속 사용했기 때문에 웅장한 역으로 개축하기를 기대하고 있었다. 그 결과 1950년대 베를린에서 거의 사용되지 않았던 잘부르크 대리석으로 내장을 마감했다. 동베를린 언론에서는 베를린에서 가장 아름다운 역으로 칭했다.
1953년 초부터 서베를린 BVG에서는 소련 점령지구로 진입하기 전에 마지막 서방 점령지구에서 이를 알리는 안내방송을 했다. 텔만플라츠역에도 인상선이 설치되어 필요한 경우 이 역에서 종착할 수 있도록 변경되었다. 시간표 조정을 통해서 동베를린으로 열차가 진입함과 동시에 서베를린으로 열차가 진출하도록 해서, 비상 상황 발생 시에도 서베를린 소속 전동차를 최대한 동베를린에 억류당하지 않도록 했다.
이 조치는 1953년 6월 동베를린 노동자의 처우 개선을 위한 집회 당시에 효과를 발했다. 1953년 동독 봉기에 대한 정보는 동독 전국으로 빠르게 퍼져나갔다. 파업에 참가한 노동자 약 2만 명은 노동 조건 개선 외에도 동독에 대한 불만을 표출했다. 동베를린 BVG와 독일국영철도에서는 6월 17일 오전 11시경에 지하철과 S반의 운행을 중단시켰다. 서베를린발 열차는 인상선에서 운행을 중지했다. 그 결과 서베를린 BVG 소속 열차는 18량만이 동베를린에 억류되었다. D선의 북부 구간이었던 볼타슈트라세역과 게준트브루넨역은 다른 서베를린 구간과 연결되어 있지 않았기 때문에 운행을 중단했다.
동독 봉기가 유혈 진압된 후 대중교통도 운행을 재개했다. 6월 17일 봉기 이후 서베를린 BVG는 AII선의 운행 구간에서 동베를린을 제외하려고 했고, 그 결과 크루메 랑케역에서 코트부서 토어역까지로 운행 계통을 조정했으나 곧 취소되었다. 쇠네베르크발 노선 역시 바르샤우어 브뤼케역이 아닌 놀렌도르프플라츠역에서 종착하도록 변경되었다.

### 장벽 건설과 동베를린

U반 노선이 파란색으로 나타나 있는 동베를린의 궤도교통 노선도, 1984년

베를린 장벽 건설 이후 베를린을 동서로 횡단하는 A선 운행도 양쪽으로 분단되었다. 동독 내무부 장관 카를 마론(Karl Maron)의 지시에 의해서 동베를린을 운행하는 A선 열차는 텔만플라츠역 종착으로 변경되었다. 중심 구간에서 동베를린을 통과하는 C선과 D선(현재의 U6, U8)은 전 구간 서베를린에서 운영하게 되었으나, 동베를린 영내에 있었던 역은 유령역 상태로 폐쇄되었다. 동베를린 소속 A선의 슈타트미테역과 알렉산더플라츠역에서는 서베를린으로 가는 노선의 환승이 차단되었고, 환승 통로가 있었던 흔적도 최대한 가려졌다. 그 결과 동베를린 BVG에서는 A선의 동부 구간(텔만플라츠-팡코) 이외에도 알렉산더플라츠-프리드리히스펠데 구간의 E선 운행을 담당했다. 두 노선은 동베를린의 중심지였던 알렉산더플라츠역에서 만났고, S반으로도 환승할 수 있었다.
서베를린 BVG에서는 카를 마론의 예상과는 다르게 포츠다머 플라츠역이 아닌 그 전역인 글라이스드라이에크역까지만 모든 열차를 운행했다. 장벽 건설 이전인 1950년대에 이미 상황 대비용으로 회차선을 설치해 둔 상태였다. 그 결과 동베를린 BVG는 포츠다머 플라츠역을 자신들의 인상선처럼 사용했고, 때때로 서베를린 영토에도 동베를린 차량을 유치해 두기도 했다.
이 조치로 인하여 양쪽 베를린의 대중교통망도 완전히 분단되었다. 베를린 노면전차와 베를린 버스는 이미 1953년부터 상대 영역을 운행하지 않게 되었다. 베를린 S반은 동독 독일국영철도에서 전 구간을 관할하게 되었다. 그 결과 서베를린에서는 동베를린이 운영했던 S반 보이콧 운동이 진행되었고, 같은 경로를 가더라도 서베를린의 U반, 버스, 노면전차(폐선되지 않은 경우)를 이용할 것을 촉구했다.
동베를린에서 지하철은 서베를린보다 중요도가 낮았고, 동베를린의 대중교통 정책은 S반과 노면전차 위주로 발달했다. 1930년부터 1987년까지 지하역은 1곳만 새로 건설되었으나, S반과 노면전차 노선은 동베를린 곳곳으로 확장되었다.
C선의 동베를린 통과 구간을 슈타트미테역 일대에서 A선과 연결시키고 동베를린 소속 열차를 투입하여 프리드리히슈트라세 일대를 따라 운행하려는 계획이 있었으나, 연결선 터널 착공 이후 동독이 붕괴하여 실행되지는 못했다. 이후 당시 공사가 진행되었던 연결선도 도로 메워졌다.
1960년대에 슈타트미테역, 하우스포그타이플라츠역, 슈피텔마르크트역, 로자룩셈부르크플라츠역, 제네펠더플라츠역의 내부 디자인 변경 공사가 진행되어 벽체를 새로운 것으로 교체했다. 메르키셰스 무제움역과 클로스터슈트라세역은 1987년 베를린 750주년 기념 행사를 대비하여 개축되었고, 사회주의 경제에 필요하지 않았던 광고판 설치 공간에는 도시 개발 계획 그래픽 및 역사적인 버스와 철도 사진이 게시되었다. 알렉산더플라츠역은 이 과정에서 크게 변경 없이 건설 당시의 상태가 유지되었고, 약 32년간 사용되지 않았던 포츠다머 플라츠역도 운행 중단 상태가 유지되었다.

### 서베를린

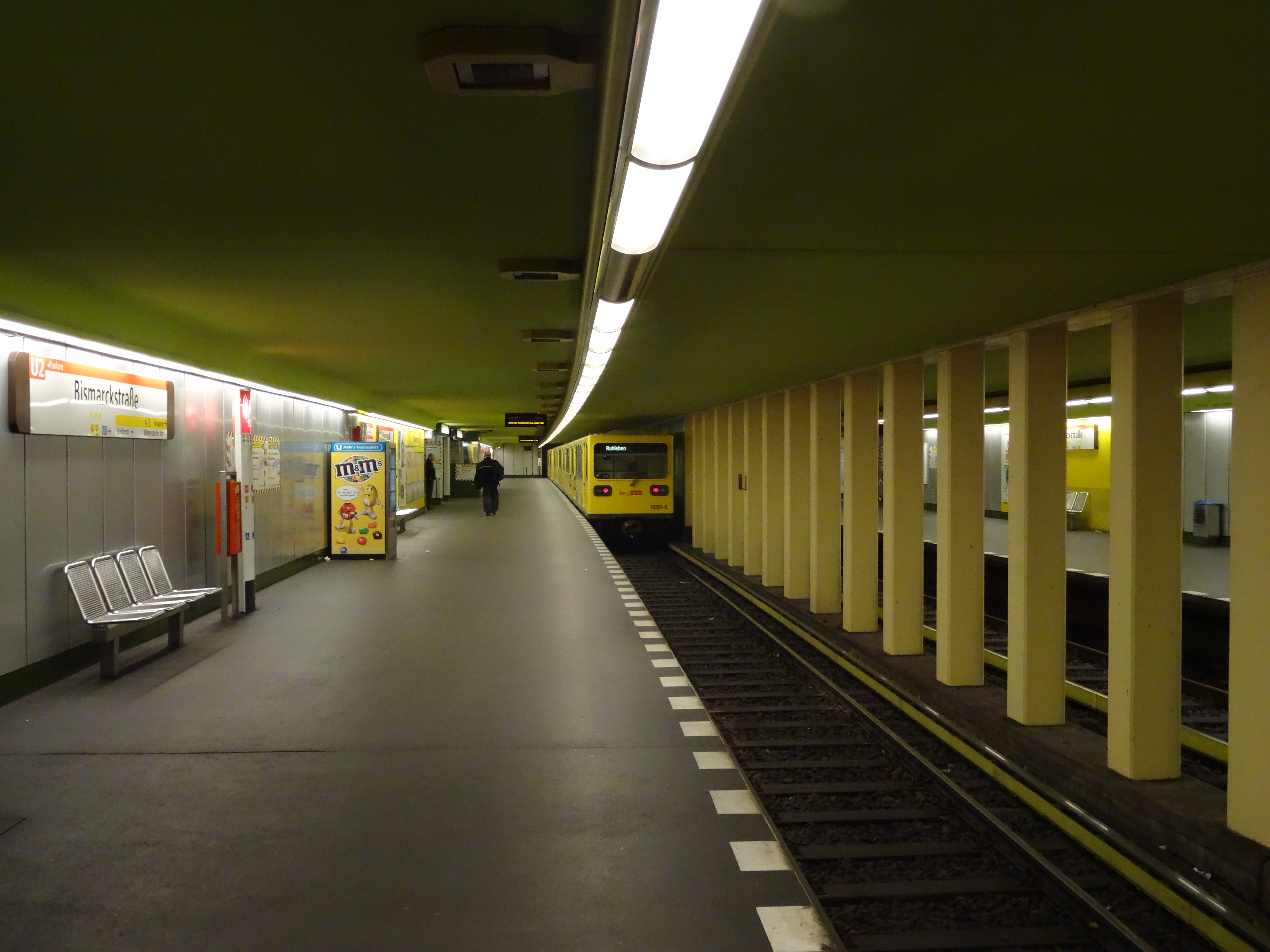
1978년에 개통한 비스마르크슈트라세역

S반 보이콧과 서베를린 노면전차 폐선에 따라서 서베를린에는 U반이 대량으로 건설되었다. 이 시기 건설된 노선은 대부분 대형 규격 노선이었고, 소형 규격 노선의 건설은 새로운 U반 노선과의 환승역으로 한정되었다. 1978년에는 도이체 오퍼역과 조피샤를로테플라츠역 사이에 비스마르크슈트라세역이 신규 개통했다. 7호선의 서부 연장 노선은 여러 구를 통과하는 형태로 건설되었고, 기존 노선과도 여러 번 교차했다. 7호선은 비스마르크슈트라세/빌머스도르퍼 슈트라세 지역에서 기존의 도이체 오퍼역을 약 380 m 서쪽으로 통과하게 되었다. 역간거리가 짧음에도 불구하고 새로운 환승역이 건설되었다. 건설 준비를 위하여 1970년 5월 2일에 도이체 오퍼-리하르트바그너플라츠 구간을 운행했던 당시의 5호선이 폐선되었다. 이 구간은 새로운 7호선으로 대체되었다.
건설 당시 1호선의 지하 터널은 약 70년 정도가 지났고, 1호선 건설 당시 사용된 약하게 강화된 콘크리트 건축법은 7호선 건설 시기에는 더 이상 사용되지 않았기 때문에 서베를린 BVG에서는 전체 구조물을 철거하고 철근 콘크리트로 다시 건설하기로 결정했다. 그 결과 새로운 지하역도 환승 편의를 위해서 십자 교차하는 형태로 건설할 수 있었다. 7호선의 승강장은 폭 11.6 m에 길이 110 m로 건설되었다. 반면 소형 규격 노선은 상대식 승강장으로 건설되었고, 각각 승강장의 폭은 4.5 m에 불과했다. 섬식 승강장으로 건설하려면 궤도를 이설해야 했기 때문에 운행 중단 시간이 더 길어지는 것이 불가피했다. 새로운 비스마르크슈트라세역은 7호선 연장에 따라서 1978년 4월 28일에 개통했다.

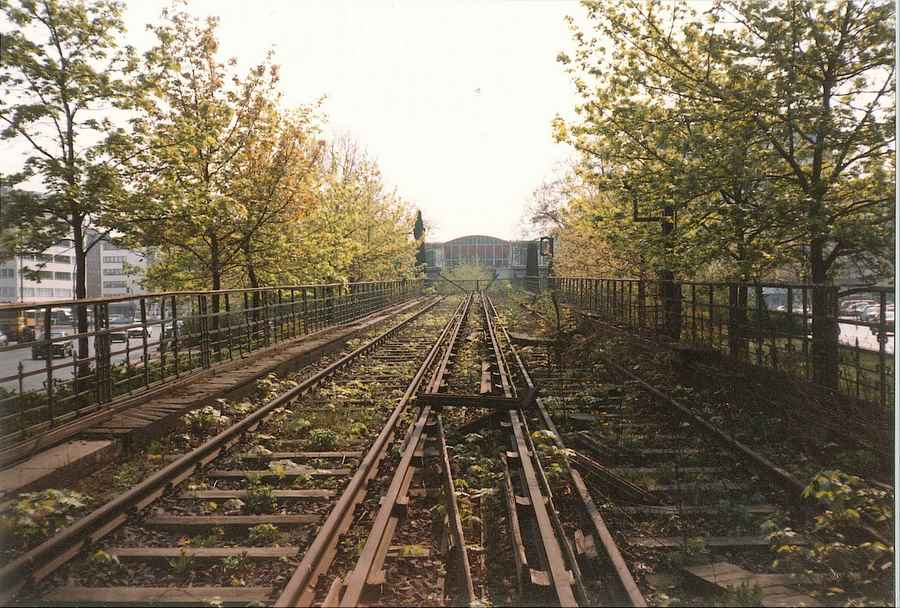
비텐베르크플라츠-놀렌도르프플라츠 구간 미사용 선로, 1988년

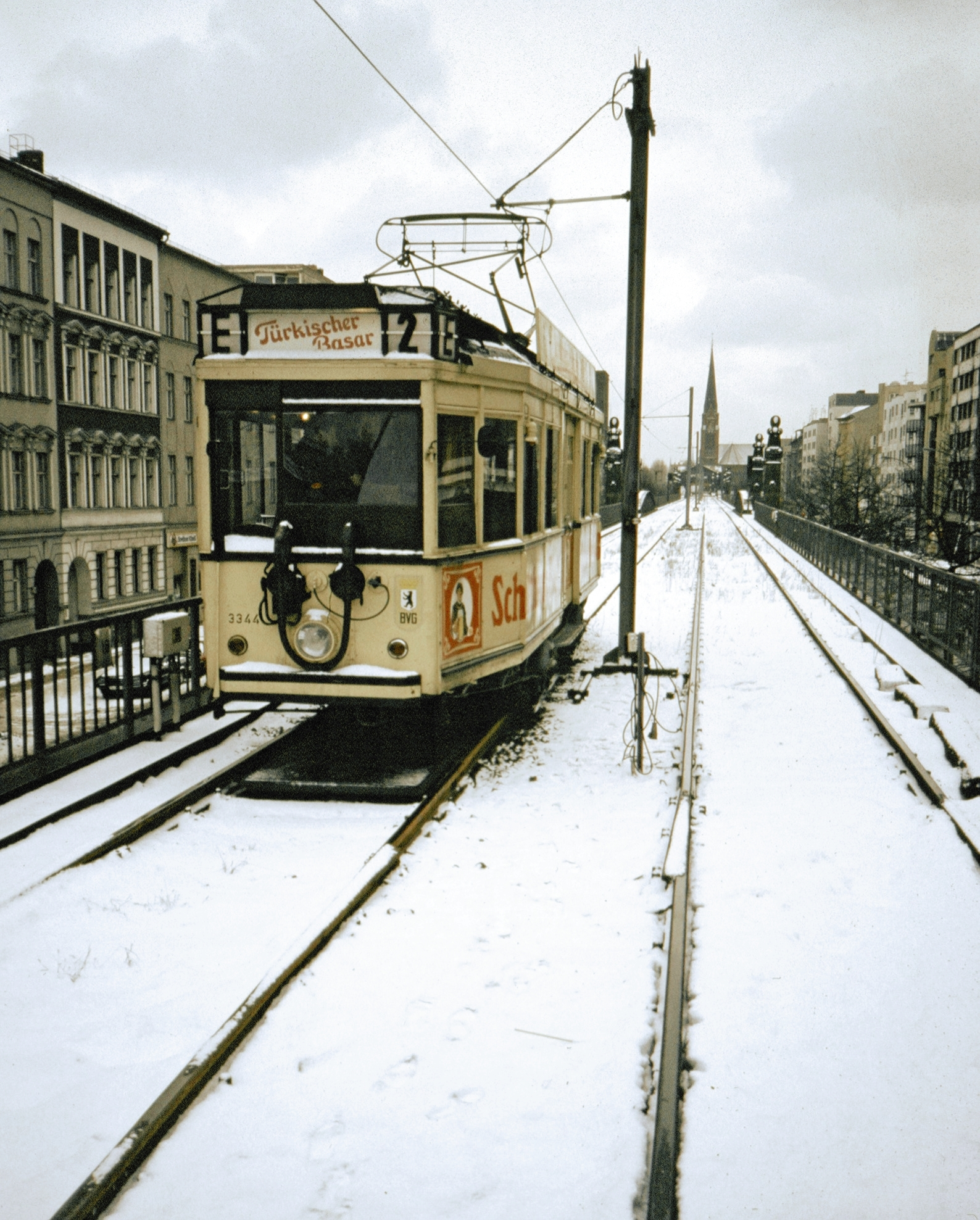
놀렌도르프플라츠역 고가 선로에 유치된 보존된 노면전차 차량, 1987년

한편 동베를린과의 경계 일대에 있었던 글라이스드라이에크역-포츠다머 플라츠역 구간은 1961년 8월 13일부터 영업이 중단되었다. 이 구간과 연결되는 비텐베르크플라츠역에서 시작하여 놀렌도르프플라츠역과 뷜로슈트라세역으로 가는 선로도 거의 사용되지 않았다. 경제적인 이유로 인하여 당시의 2호선이 사용했던 이 구간은 1972년 1월 1일부터 영업을 중단했고, 크루메 랑케역을 출발한 2호선 열차도 비텐베르크플라츠역 종착으로 변경되었다. 영업 중단 이후 고가 선로는 다양한 목적으로 재활용되었다. 비텐베르크플라츠-놀렌도르프플라츠 구간의 터널은 2호선 열차를 위한 회차선으로 사용되었다. 
놀렌도르프플라츠역은 1973년부터 벼룩 시장 Nolle가 들어섰다. 역 구내 선로에는 하이니 홀(Heini Holl)이 운영했던 Zur Nolle 레스토랑이 개업했다. 뷜로슈트라세역 역시 놀렌도르프플라츠역과 비슷하게 1975년부터 Berliner Jahrmarkt 벼룩시장이 들어섰다. 이 계획은 성공하지 못해서 1년 후에 폐지되었다. 1978년 5월 28일에는 새로운 업체가 들어섰다. 사용되지 않는 지하철 차량 2량은 U-Tropia – Bahnhof der Nationen 프로젝트용으로 개수되었다. 차량 내에 화장실 시설이 설치되었고, 역사 내에서는 잡화를 판매했다. 두 역사에 설치된 벼룩시장으로 손님을 유도하기 위해서, 서베를린 BVG에서는 1978년 8월부터 지하철 선로를 사용하여 구형 노면전차 차량으로 셔틀 열차를 운행했다. U-Tropia 프로젝트도 성공하지 못해서 그 해 겨울에 영업을 중단했고, 뷜로슈트라세역에 새로운 상점이 입주하지 않았기 때문에 셔틀 열차 운행도 중단되었다. 1980년 9월에 뷜로슈트라세역에 튀르키예 벼룩시장(Türkischer Basar)이 입주했고, 이 프로젝트는 성공을 거두어 노선 운행이 재개될 때까지 영업했다. 1991년 2월 28일에 노면전차 운행이 중단되었다.
베를린 지하철 9호선에 1977년부터 1981년까지 LZB가 도입된 후, 뷜로슈트라세역-포츠다머 플라츠역 사이 고가 선로의 미사용 구간은 SEL의 SelTrac 시스템의 시운전 용도로 활용되었다. 이를 통해서 제동 곡선 최적화를 통한 배차 간격 감소를 노렸다. 2량 편성 열차 2편성에 SelTrac 차상장치가 장착되었고, 이 구간 궤도에도 선로상 장치가 설치되었다. 시운전 구간에는 중앙 통제소, 역 시설 및 분기기 통제소가 포함되었다. 중앙 통제소와 통신으로 전자식 운행 허가 및 노선 정보가 전달되었다.

#### M반

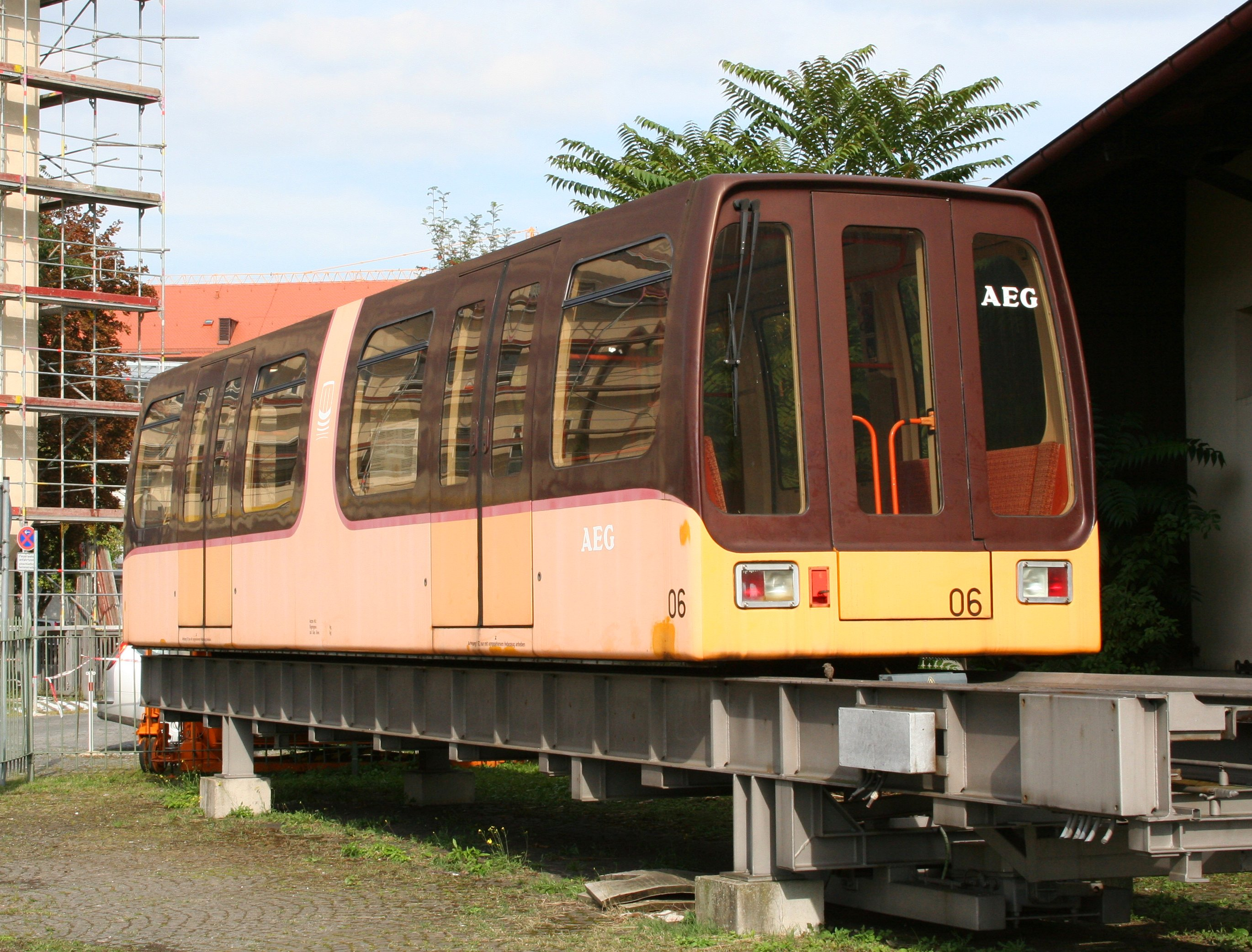
뉘른베르크 교통박물관에 전시된 M반 차량

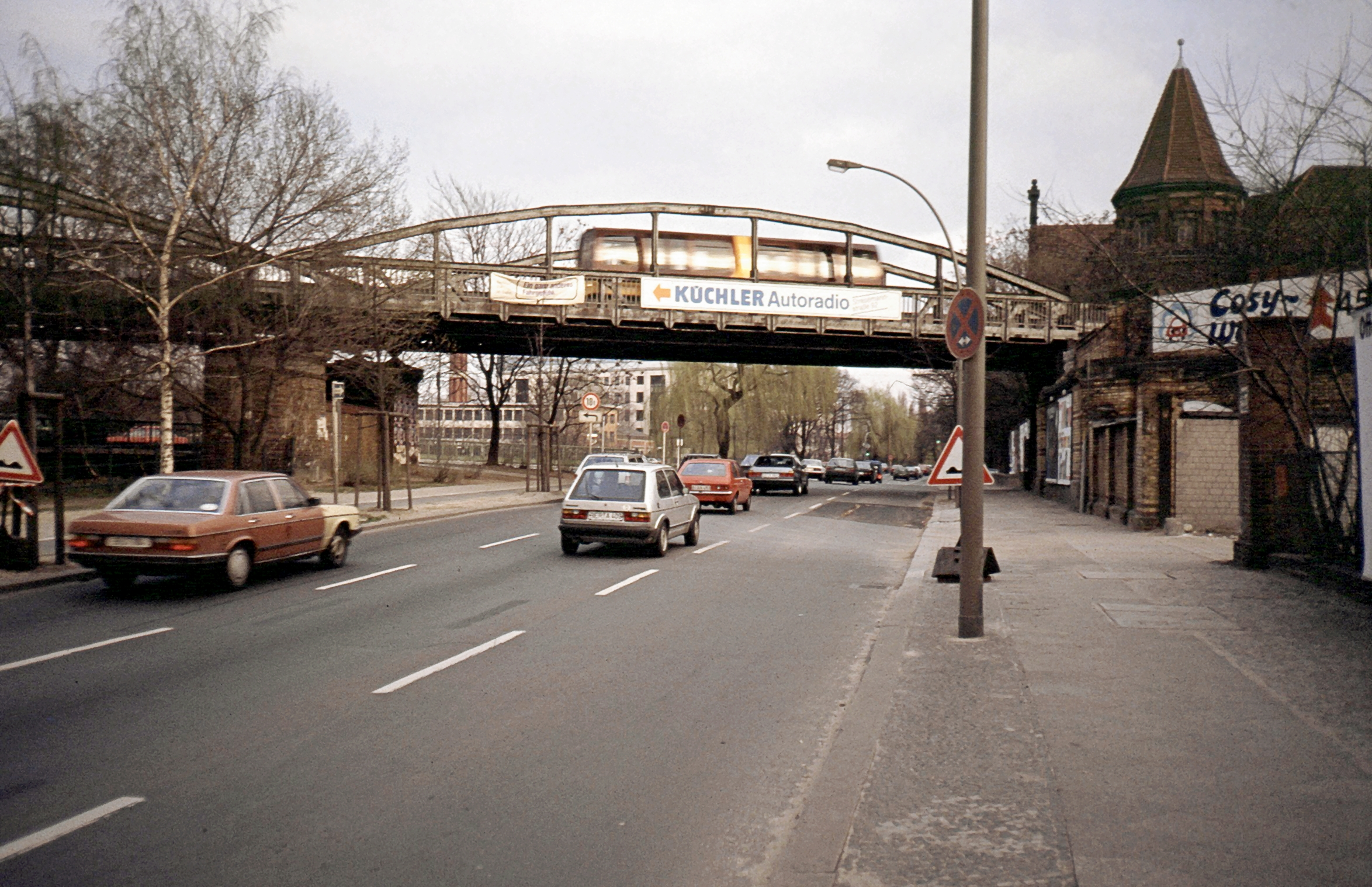
쇠네베르거 우퍼의 철교를 지나는 M반, 1991년

분단기 서베를린에서는 글라이스드라이에크역의 1호선 열차가 운행한 상부 승강장만 사용되었고, 하부 승강장은 영업용으로 사용되지 않았다. 1980년 12월 2일 서베를린 시의회와 서베를린 내각에서는 1977년부터 AEG에서 사용했던 SelTrac 시험선을 자기부상열차 시험선으로 사용하기로 결정했다. 당시 서베를린 내각에서는 소형 규격 노선에 자기부상열차 도입을 고려했으나, 서베를린 BVG에서 우려를 표했다. 신규 시설 건설은 1983년 12월에 시작되었다. 글라이스드라이에크역 하부 승강장 외에도 베른부르거 슈트라세(Bernburger Straße, 현재의 멘델스존바르톨디바르크역 근처) 및 켐퍼플라츠(Kemperplatz) 정거장이 설치되었다. 1년 후에 1.6 km 구간의 시운전이 시작되었다. 1988년 12월 19일에는 M반의 시운전 열차가 제어 오류로 인하여 켐퍼플라츠역에서 선로 중단점을 넘어서 오버런하는 사고가 발생했다. 그 결과 유리벽을 돌파하여 6 m 상공에 열차가 매달려 있었다.
1989년 8월 28일부터 M반 영업 시운전이 시작되었고, 개통 당시에는 무료로 이용할 수 있었다. 1991년 7월 18일에는 정식 운행 허가를 취득했다. 그 이후 M반에도 서베를린 BVG의 운임 체계가 적용되었다. 그러나 정식 운행이 시작된 2주 후에, 분단으로 30여년간 단절되어 있었던 U2 노선의 완전 재개통을 위하여 M반 운행이 중단되었다. 철거된 M반 시설물은 베를린 쇠네펠트 공항의 피플 무버로 사용하기 위해서 보관되어 있었으나, 계획이 취소되면서 시설물은 전부 폐기되었다. 프로라에 있는 뤼겐 올드타이머 박물관에는 당시 운행했던 M반 차량과 궤도 일부가 보존되어 있다.

### 장벽 붕괴와 노선망 통합
1989년 11월 9일 베를린 장벽 붕괴 이후 동서베를린간 경계에서 끊어진 대중교통망의 복구가 시작되었다. 프리드리히슈트라세역의 S반 운행은 쉽게 복구될 수 있었으나, 28년간 끊어져 있었던 A선의 복구는 시간이 더 걸렸다. 이 시기에 유령역도 영업을 다시 시작하여, 슈타트미테역과 알렉산더플라츠역에서 A선과 U6/U8간의 환승 통로가 다시 개통되었다.
1990년 7월 1일부터 동베를린의 A선과 E선도 서베를린의 노선 체계에 통합되었다. 이때 A선은 2호선으로 편입되었다. 명칭 변경 이후에도 동서로 단절된 노선은 약 3년간 여전히 끊어져 있었다. 독일 통일 기념일인 1990년 10월 3일에는 동베를린 U반에서 사회주의를 연상시키는 역명이 개칭되었다. 구체적으로, 디미트로프슈트라세(Dimitroffstraße)역은 에베르스발더 슈트라세역으로, 오토그로테볼슈트라세(Otto-Grotewohl-Straße)역은 모렌슈트라세역으로 개칭되었다. 이 과정에서 베를린 내각과 각 자치구간의 분쟁도 있었다. 1990년 당시 베를린 내각과 CDU 소속 교통부 장관 헤르비히 하제(Herwig Haase)는 오토그로테볼슈트라세역의 명칭을 최대한 빠르게 개칭하려고 했으나, 미테구에서는 빌헬름슈트라세역으로의 개칭을 준비하고 있지 않았다. 결국 1993년이 되어서야 개칭되었다. 프렌츨라우어 베르크구에서도 비슷한 상황이 일어났다. 불가리아 공산당 지도자였던 게오르기 디미트로프의 이름을 최대한 빠르게 떼내고 도로명도 전쟁 이전의 단치거 슈트라세로 복원하려는 시도를 거부했다. BVG에서는 교통부 장관의 지시로 역 근처를 지나지만 우선순위가 낮은 도로인 에베르스발더 슈트라세로 역명을 변경했다. 1995년에 디미트로프슈트라세의 이름이 변경된 이후에도 역명은 변경되지 않았다.로자 룩셈부르크의 이름을 딴 도로와 광장은 구 서독에도 여러 곳이 있었기 때문에, 로자룩셈부르크플라츠역의 명칭은 보수주의자들의 반대에도 불구하고 쇤하우저 토어역으로 복원되지 않았다.
1991년부터 비텐베르크플라츠-글라이스드라이에크-포츠다머 플라츠-모렌슈트라세간 U2 단절 구간 재개통 공사가 시작되었다. 공사를 시작하기 위해서 M반 구조물이 철거되어야 했고, 쇠네베르크에 있는 고가역의 임시 사용도 중단되었다. 포츠다머 플라츠역 근처 과거 동서베를린간 경계에 설치되어 있었던 국경 방어 시설물과 탈주 방지 시설물도 철거되었다. 보수 공사 끝에 1993년 11월 13일에 단절된 구간이 다시 연결되었고, 베를린의 소형 규격 노선 명칭도 정리되었다.
- 베를린 지하철 1호선: 크루메 랑케-슐레지세스 토어(과거 룰레벤-슐레지셰스 토어)
- 2호선: 피네타슈트라세-룰레벤(과거 서베를린의 크루메 랑케-비텐베르크플라츠, 동베를린의 모렌슈트라세-피네타슈트라세)
- 베를린 지하철 15호선(U15): 울란트슈트라세-슐레지셰스 토어. 과거 울란트슈트라세-비텐베르크플라츠 구간을 운행하는 베를린 지하철 3호선의 후신.
- 베를린 지하철 12호선: 야간 운행 노선. 과거 U1의 룰레벤-슐레지셰스 토어 구간을 운행했다. 2003년에 U반 전 노선의 주말 야간운행을 시작하면서 U12 운행 계통은 폐지되었다.

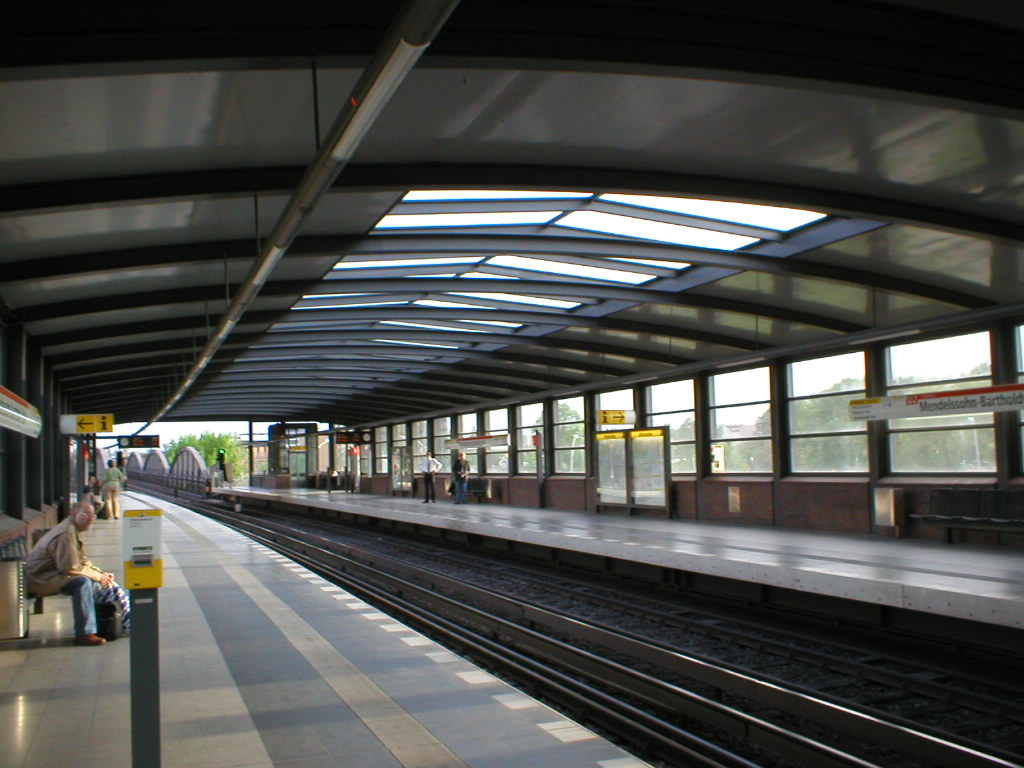
BVG 주도로 건설된 멘델스존바르톨디파르크역

1993년 U2 재개통 당시부터 신규 역사 설치 준비가 진행되었다. 글라이스드라이에크-포츠다머 플라츠 구간 램프가 재건축되면서 중간에 역을 설치할 수 있도록 120 m 정도의 평탄선이 추가되었고, 나머지 구간의 경사도도 증가했다. 중간에 추가된 평탄선 구간에는 포츠다머 플라츠 일대의 재개발이 진행되었을 때 추가로 역을 설치할 수 있도록 준비해 두었다. BVG의 계획명은 하펜플라츠(Hafenplatz)역이었으며, 1998년 10월 1일 BVG의 자체 계획으로 멘델스존바르톨디파르크역으로 개통했다. 이 역에는 상대식 승강장이 2면 설치되어 있다. 건설 과정에서 2호선의 운행은 중단되지 않았다.
수십년 전부터 S반 팡코역으로의 U2 연장 자체는 계획되어 있었다. 이 계획의 일부로 바로 이전역인 피네타슈트라세역은 1930년에 개통해 있었으나, 세계 대공황으로 추가 건설은 중단되었다. 나치 독일 시기에도 팡코역으로의 연장은 계획되어 있었다. 동독 시기에는 1980년대 말에 구체적인 노선이 계획되었다. 당시 동베를린 BVB에서는 소형 규격 노선을 위한 별도의 기지가 없었기 때문에, 모든 소형 규격 노선 차량도 대형 규격 기지인 프리드리히스펠데 기지와 독일국영철도의 쇠네바이데 기지에서 중검수를 받아야 했다. 긴 회송 거리 때문에 초기에는 로자룩셈부르크플라츠역에 있었던 소규모 기지를 최대한 확장하려는 시도가 있었다. 팡코 화물역 동쪽 그라니츠슈트라세 일대에 소형 규격용 기지를 건설하고, 이를 연결하는 연장 노선을 건설하기로 했다. 1988년까지 터널 연장 구간을 개통했고, 장벽 붕괴 이후에도 유치선이 건설되었다.

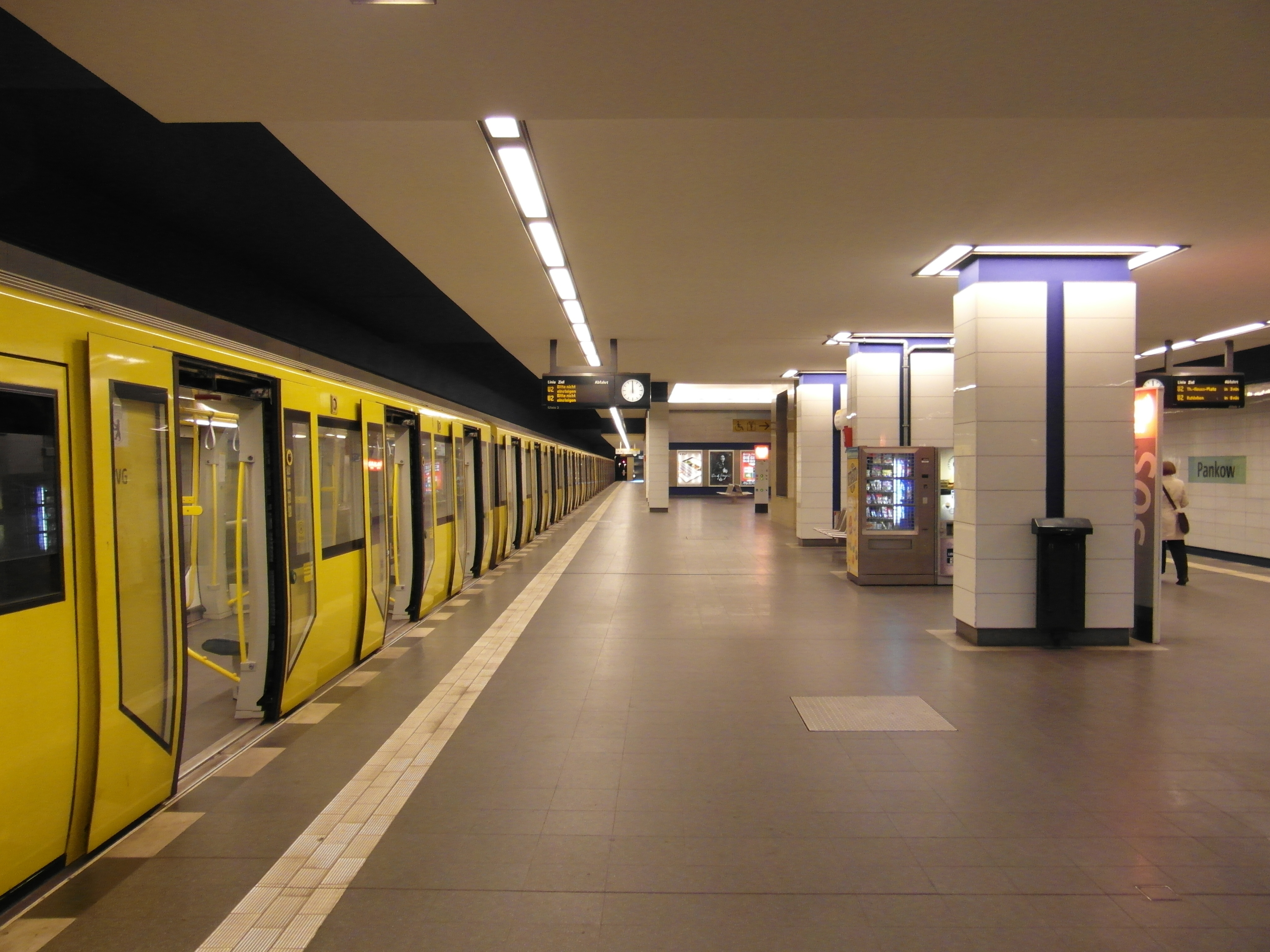
2000년에 개통된 U반 팡코역

1990년대 말에 연장안이 다시 부상했다. U반과 S반 노선간 새로운 환승역을 개설하는 계획의 일부로 U2 팡코역 연장이 포함되었다. 1997년 6월 13일에 연장 구간의 착공식이 진행되었다. 동독 시기에 계획된 새로운 소형 규격 노선용 기지도 논의되었으나 당시 서베를린의 그루네발트 기지의 공간이 충분했기 때문에 향후 기지 건설을 위한 준비만으로 변경되었다. 지하수 수면과 중세 시기 거주지 유적 발굴 때문에 공사가 지연되었다. 공사 비용도 당초 예상했던 1억 500만 마르크에서 1억 2600만 마르크로 증가했다. 계획된 역명은 팡코역역(Bahnhof Pankow)이 될 수도 있었으나, 최종적으로는 단순히 팡코역(Pankow)으로 결정되었다.
팡코역 승강장의 길이는 110 m이며, 자연 채광이 가능하도록 설계되었다. 사용된 주 색상은 파란색, 흰색, 노란색이다. 대합실 건물로는 S반 환승 편의성을 위해서 엘리베이터와 에스컬레이터가 건설되었다. U2의 추가적인 북부 연장도 계획되어 있다. 멘델스존바르톨디파르크역과 팡코역은 긴 공백기 이후 건설된 소형 규격 역이다.

### 알렉산더플라츠 일대 터널 손상
2022년 10월 10일부터 2023년 8월 27일까지 알렉산더플라츠역 일대의 운행이 중단되었다. Covivio 그룹에서 고층 건물의 지반을 건설하는 중 U2 터널에 손상이 발생했다. 건물 지지 구조물을 올리면서 터널 구조물을 침하시켜서 터널 내벽에 균열이 발생하고 궤도를 약 4 cm 밀어냈다. 콘크리트를 주입하여 터널 구조물을 다시 안정화시켰으나, 계획했던 것과 달리 다시 부상하지는 않았다. 약 11개월간의 공사 및 검증 끝에 2023년 8월 28일에 운행이 재개되었다.

## 역 목록
| 코드명 | 역명 (한국어)          | 역명 (독일어)              | 접속 노선                                   | 영업 거리 | 소재지                           | 소재지              |
| ------ | ---------------------- | -------------------------- | ------------------------------------------- | --------- | -------------------------------- | ------------------- |
| PA     | 팡코                   | Pankow                     | S2 · S26 · S8 · S85                         |           | 팡코구                           | 팡코                |
| VIN    | 피네타슈트라세         | Vinetastraße               |                                             |           | 팡코구                           | 팡코                |
| Sh     | 쇤하우저 알레          | Schönhauser Allee          | S41 · S42 · S8 · S85                        |           | 팡코구                           | 프렌츨라우어 베르크 |
| EB     | 에베르스발더 슈트라세  | Eberswalder Straße         |                                             |           | 팡코구                           | 프렌츨라우어 베르크 |
| Sz     | 제네펠더플라츠         | Senefelderplatz            |                                             |           | 팡코구                           | 프렌츨라우어 베르크 |
| Lu     | 로자룩셈부르크플라츠   | Rosa-Luxemburg-Platz       |                                             |           | 미테구                           | 미테                |
| A      | 알렉산더플라츠         | Alexanderplatz             | Regionallinie · S3 · S5 · S7 · S9 · U5 · U8 |           | 미테구                           | 미테                |
| Ko     | 클로스터슈트라세       | Klosterstraße              |                                             |           | 미테구                           | 미테                |
| Mk     | 메르키셰스 무제움      | Märkisches Museum          |                                             |           | 미테구                           | 미테                |
| Sp     | 슈피텔마르크트         | Spittelmarkt               |                                             |           | 미테구                           | 미테                |
| Hv     | 하우스포그타이플라츠   | Hausvogteiplatz            |                                             |           | 미테구                           | 미테                |
| Mi     | 슈타트미테             | Stadtmitte                 | U6                                          |           | 미테구                           | 미테                |
| Pd     | 포츠다머 플라츠        | Potsdamer Platz            | Regionallinie · S1 · S2 · S25 · S26         |           | 미테구                           | 미테                |
| MB     | 멘델스존바르톨디파르크 | Mendelssohn-Bartholdy-Park |                                             |           | 미테구                           | 티어가르텐          |
| Gu     | 글라이스드라이에크     | Gleisdreieck               | U1 · U3                                     |           | 프리드리히스하인크로이츠베르크구 | 크로이츠베르크      |
| Bs     | 뷜로슈트라세           | Bülowstraße                |                                             |           | 템펠호프쇠네베르크구             | 쇠네베르크          |
| No     | 놀렌도르프플라츠       | Nollendorfplatz            | U1 · U3 · U4                                |           | 템펠호프쇠네베르크구             | 쇠네베르크          |
| Wt     | 비텐베르크플라츠       | Wittenbergplatz            | U1 · U3 · U4                                |           | 템펠호프쇠네베르크구             | 쇠네베르크          |
| Zo     | 동물원                 | Zoologischer Garten        | Regionallinie · S3 · S5 · S7 · S9 · U9      |           | 샤를로텐부르크빌머스도르프구     | 샤를로텐부르크      |
| RP     | 에른스트로이터플라츠   | Ernst-Reuter-Platz         |                                             |           | 샤를로텐부르크빌머스도르프구     | 샤를로텐부르크      |
| Obi    | 도이체 오퍼            | Deutsche Oper              |                                             |           | 샤를로텐부르크빌머스도르프구     | 샤를로텐부르크      |
| Bmo    | 비스마르크슈트라세     | Bismarckstraße             | U7                                          |           | 샤를로텐부르크빌머스도르프구     | 샤를로텐부르크      |
| So     | 조피샤를로테플라츠     | Sophie-Charlotte-Platz     |                                             |           | 샤를로텐부르크빌머스도르프구     | 샤를로텐부르크      |
| Kd     | 카이저담               | Kaiserdamm                 | S41 · S42 · S46                             |           | 샤를로텐부르크빌머스도르프구     | 베스트엔트          |
| Th     | 테오도어호이스플라츠   | Theodor-Heuss-Platz        |                                             |           | 샤를로텐부르크빌머스도르프구     | 베스트엔트          |
| Nd     | 노이베스트엔트         | Neu-Westend                |                                             |           | 샤를로텐부르크빌머스도르프구     | 베스트엔트          |
| Sd     | 올림피아슈타디온       | Olympia-Stadion            |                                             |           | 샤를로텐부르크빌머스도르프구     | 베스트엔트          |
| Rl     | 룰레벤                 | Ruhleben                   |                                             |           | 샤를로텐부르크빌머스도르프구     | 베스트엔트          |

## 연장 계획

### 동부 연장
동부 연장 계획은 역사가 오래되었다. 팡코구 방면 U2 노선 연장을 통해서 팡코 중심지까지 연결할 계획이 있다. 피네타슈트라세역 개통 당시부터 연장에 대한 대비가 되어 있었으나, 나치 독일 시기를 지나면서 세계수도 게르마니아 계획에 포함되지 않아서 실현되지 않았다. 동독 시기에 구체적인 건설안이 제시되었다. 현재의 팡코역에서 북쪽으로 더 나아가서 팡코 키르헤역(Pankow Kirche)을 건설할 계획이 있다. 동독 시기 계획명은 요하네스-R.-베허-슈트라세(Johannes-R.-Becher-Straße)였으며, 통일 이후 브라이테 슈트라세(Breite Straße)로 명칭이 한 차례 변경되었다. 베를린 내각의 2030년까지의 장기 지출 계획에서는 유일한 소형 규격 지하철 연장 계획으로 꼽고 있다. 베를린의 토지이용계획과 2019년~2023년 대중계통 계획에서도 팡코 키르헤 방면 연장 계획이 포함되어 있다.
2023년 11월 베를린 교통부 장관 마냐 슈라이너(CDU)는 새로운 계획을 발표했다. 팡코 키르헤 방면 노선 연장지 조사는 2024년에 시작할 예정이며, U9 연장을 통해서 동물원 방면으로도 직통 노선을 개설할 예정이다. 프란최지슈 부흐홀츠 방면 추가 연장도 검토 대상헤 포함되었다.

### 서부 연장
서부 구간 노선 개통 직후에도 슈판다우구 방면 노선 건설이 계획되었다. 1984년에 7호선이 개통하여 슈판다우구로도 도시철도 노선이 공급되었지만, U2 슈판다우 방면 연장은 완전히 취소되지는 않았다. 라트하우스 슈판다우역은 현재는 단순한 U7 종착역이지만, 쌍섬식 승강장의 외선으로는 U2 연장이 대비되어 있고 여기에서는 통상적인 방향과는 반대인 좌측통행으로 진입할 예정이다. 슈판다우역 북쪽으로도 팔켄하게너 펠트 방면으로 추가역 신설이 계획되어 있으며, 베를린의 토지이용계획에도 포함되어 있다. 슈판다우역 이북 연장은 2030년 이후로 우선순위가 배정되어 있다.

## 운행
2004년 12월 12일부터 서쪽으로는 룰레벤역 종착 열차와 테오도어호이스플라츠역 종착 열차가 교대로 운행한다. 1990년부터 룰레벤-비텐베르크플라츠(당시의 U1) 구간은 주말 야간에도 열차가 운행했다. 2003년에 U2 전 구간으로 야간 운행이 확대되었다. 동베를린 시기에도 피네타슈트라세-모렌슈트라세 구간에는 야간에도 10분 배차 간격으로 운행했다.
| 노선 | 월~목(출퇴근) (7:00~9:30, 14:30~19:00) | 월~목(평시) (6:00~7:00, 9:30~14:30, 19:00~21:00) | 금(출퇴근) (7:00~9:30, 14:30~18:30) | 금(평시) (6:00~7:00, 9:30~14:30, 18:30~22:30) | 토 (10:00~22:30) | 일, 공휴일 (12:30~19:00) | 저수요 시간 (월~금 4:30~6:00, 월~목 21:00 이후, 금/토 22:30 이후, 일 19:00~0:30, 토 5:30~10:00, 일 7:00~12:30) | 금/토 및 토/일 야간 및 공휴일 전날 야간 (금/토 0:30~5:30, 토/일 0:30~7:00) |
| --- | -------------------------------------- | ------------------------------------------------ | ----------------------------------- | --------------------------------------------- | ---------------- | ------------------------ | --- | -------------------------------------------------------------------------- |
| 팡코↔테오도어호이스플라츠 | 4분 30초                               | 5분                                              | 4분 30초                            | 5분                                           | 5분              | 5분                      | 10분 | 15분                                                                       |
| 테오도어호이스플라츠↔룰레벤 | 9분                                    | 10분                                             | 9분                                 | 10분                                          | 10분             | 10분                     | 10분 | 15분                                                                       |
| 금요일/토요일, 토요일/일요일 밤에는 팡코-룰레벤 구간을 0:30~4:30 사이에 15분 간격으로 운행한다. 다른 날에는 심야 버스 N2번이 U2 구간을 운행한다. |                                        |                                                  |                                     |                                               |                  |                          | |                                                                            |

## 개통 연혁
- 1902년 2월 18일: 포츠다머 플라츠-글라이스드라이에크
- 1902년 3월 11일: 글라이스드라이에크-동물원
- 1902년 12월 14일: 동물원-크니(현재의 에른스트로이터플라츠)
- 1906년 5월 14일: 크니(현재의 에른스트로이터플라츠)-비스마르크슈트라세(현재의 도이체 오퍼)
- 1907년 9월 28일: 포츠다머 플라츠-라이프치거 플라츠
- 1908년 3월 29일: 비스마르크슈트라세(현재의 도이체 오퍼)-라이히스칸츨러플라츠(현재의 테오도어호이스플라츠)
- 1908년 10월 1일: 라이프치거 플라츠-슈피텔마르크트
- 1912년 11월 3일: 글라이스드라이에크역
- 1913년 6월 8일: 라이히스칸츨러플라츠(현재의 테오도어호이스플라츠)-슈타디온(현재의 올림피아슈타디온)
- 1913년 7월 1일: 슈피텔마르크트-알렉산더플라츠
- 1913년 7월 27일: 알렉산더플라츠-노르트링(현재의 쇤하우저 알레)
- 1929년 12월 22일: 슈타디온(현재의 올림피아슈타디온)-룰레벤
- 1930년 6월 29일: 노르트링(현재의 쇤하우저 알레)-팡코(현재의 피네타슈트라세)
- 1978년 4월 28일: 비스마르크슈트라세역
- 1998년 10월 1일: 멘델스존바르톨디파르크역
- 2000년 9월 16일: 피네타슈트라세-팡코

## 참조
1. ↑  Johannes Bousset: Die Berliner U-Bahn. Verlag von Wilhelm Ernst & Sohn, Berlin 1935, S. 4
2. ↑  Bruno Gaigl (2021년 1월 13일). “Als die U-Bahn mitten durch ein Berliner Mietshaus fuhr” (독일어). 2021년 1월 17일에 확인함.
3. ↑  이 일대는 1938년 베를린 행정구역 개편에 의해서 쇠네베르크구로 편입되었다.
4. ↑  Zur Eröffnung der direkten Schnellbahnverbindung vom Osten nach dem Westend über das Gleisdreieck, den Nollendorfplatz und den Wittenbergplatz am 24. Oktober 1926. In: u-bahn-archiv.de
5. ↑  Preußische Gesetzessammlung 1929, Bekanntmachung Nr. 3, 24. August 1929. S. 179; digitalisiert von der Universitätsbibliothek Krakau.
6. ↑  “Liniennetz der Berliner U-Bahn 1957.”. 2006년 3월 4일에 원본 문서에서 보존된 문서. 2025년 3월 4일에 확인함.
7. ↑  Stadtverkehr Aktuell. In: Stadtverkehr, 5–6/1991, S. 50.
8. ↑  M. Jurziczek (2010). “Der SelTrac-Versuchsbetrieb” (독일어). 2011년 12월 2일에 확인함.
9. ↑  Denkmalpflege-Verein Nahverkehr Berlin: U2 – Geschichte(n) aus dem Untergrund. GVE, Berlin 1995, ISBN 3-89218-032-6, S. 38–40
10. 1 2  Peter Neumann: Am Sonnabend sind die Pankower am Zug. In: Berliner Zeitung, 13. September 2000
11. 1 2 3  “Prioritäten im Berliner ÖPNV-Netz bis 2030” (PDF). 2006년 8월 28일에 원본 문서 (PDF)에서 보존된 문서. 2025년 3월 4일에 확인함. Senatsverwaltung für Stadtentwicklung
12. ↑  “Berlin-Alexanderplatz. Tunnel-Absenkungen und Risse: BVG setzt Pendelverkehr der U2 weiter fort”. 《Rundfunk Berlin-Brandenburg》 (독일어). 2022년 10월 21일. 2023년 1월 12일에 확인함.
13. ↑  “Warum beim U2-Pendelverkehr am Alex keine schnelle Lösung in Sicht ist”. 《rbb24.de》 (독일어). 2023년 1월 24일. 2023년 1월 24일에 확인함. 필요 이상의 변수가 사용됨: |뉴스= 및 |work= (도움말)
14. ↑  《Abgesackter U2-Bahnhof am Alex wird doch nicht angehoben》 (독일어). 2023년 6월 22일 https://www.rbb24.de/panorama/beitrag/2023/06/abgesackte-bahnhof-u-bahnlinie-2-alexanderplatz-nicht-angehoben-berlin.html. 2023년 9월 29일에 확인함. |제목=이(가) 없거나 비었음 (도움말)
15. 1 2  “Sicher, komfortabel, klimafreundlich: Mobilität im Nordosten Berlins” (독일어). 2023년 11월 29일. 2023년 12월 22일에 확인함.
16. ↑  Jürgen Meyer-Kronthaler: Berlins U-Bahnhöfe – Die ersten hundert Jahre, be.bra Verlag, Berlin 1996, ISBN 3-930863-16-2, S. 53 und 199
17. 1 2  Senatsverwaltung für Stadtentwicklung, Bauen und Wohnen (2022년 6월). “Flächennutzungsplan Planzeichnung” (독일어). 2022년 7월 7일에 확인함.
18. ↑  Senatsverwaltung für Umwelt, Mobilität, Verbraucher- und Klimaschutz (2019년 10월). “Nahverkehrsplan Berlin 2019–2023: Anlage 3 – ÖPNV-Bedarfsplan” (PDF) (독일어). 2022년 7월 7일에 확인함.
19. ↑  “Mehr U-Bahn, weniger Tram in Pankow: Senat plant Bau von U2, U9 und U10 in den Berliner Nordosten”. 《Tagesspiegel》 (독일어). 2023년 11월 29일. 2023년 12월 22일에 확인함.